# Liste der Kulturdenkmale in Rossau (Sachsen)

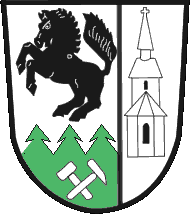
Wappen von Rossau

In der Liste der Kulturdenkmale in Rossau sind die Kulturdenkmale der sächsischen Gemeinde Rossau verzeichnet, die bis September 2024 vom Landesamt für Denkmalpflege Sachsen erfasst wurden (ohne archäologische Kulturdenkmale). Die Anmerkungen sind zu beachten.
Diese Aufzählung ist eine Teilmenge der Liste der Kulturdenkmale im Landkreis Mittelsachsen.

## Greifendorf
| Bild                                    | Bezeichnung | Lage                         | Datierung | Beschreibung | ID       |
| --------------------------------------- | --- | ---------------------------- | --- | --- | -------- |
|                                         | Erblehngericht (Sachgesamtheit) | Am Lehngericht 2 (Karte)     | Um 1800 | Sachgesamtheit mit folgenden Einzeldenkmalen: Erblehngericht; vierseitig geschlossene Anlage und zwei Wirtschaftsgebäude (09244489), mit Kreuzgratgewölbe sowie folgenden Sachgesamtheitsteilen: ehemaliger Garten mit Stützmauern, Steinbogenbrücke und Obstgarten; von besonderer architekturhistorischer und ortsgeschichtlicher Bedeutung. Sehr geschlossen wirkende Anlage aus dem 16. Jahrhundert, kaum gestört, in schlechtem Erhaltungszustand, Erblehngericht schließt direkt im Südwesten an den Kirchhof an. - Ehemaliger Garten: nordwestlich des Hofes gelegen - Erschließung: Zugang im Osten durch Pforte mit Holzlattentor und Steintreppe, Steinbogenbrücke über dem Hohlweg vom südwestlichen Teil des Hofes zum - Bodenrelief: plateauartige Fläche mit Stützmauern aus Bruchstein im Nordosten und Südosten - Vegetation: Gehölzbestand aus dem 19. Jahrhundert, z. B. zwei Eschen (Fraxinus excelsior), zwei Buchen (Fagus sylvatica) und ein Feld-Ahorn (Acer pseudoplatanus) - Störfaktor: heute Neubau eines Wohnhauses auf dem Gelände - Obstgarten: südlich und südwestlich des Hofes - Vegetation: umfangreicher Obstbaumbestand | 09301417 |
| Direkt Bild zu diesem Denkmal hochladen | Wohnhaus, Torhaus (anschließend an das Wohnhaus), Scheune (Südwesten), Seitengebäude mit Durchfahrt (Südosten), Seitengebäude mit Oberlaube (Nordosten) und Hofpflasterung des ehemaligen Erbgerichtes sowie im Norden vorgelagertes Wirtschaftsgebäude (Einzeldenkmale der Sachgesamtheit 09301417) | Am Lehngericht 2 (Karte)     | Um 1720 (Seitengebäude mit Oberlaube); um 1800 (Erbgericht – Wohnhaus, Seitengebäude mit Durchfahrt und Scheune)           | Einzeldenkmale der Sachgesamtheit Erblehngericht; vierseitig geschlossene Anlage und zusätzliches Wirtschaftsgebäude außerhalb des Hofes mit bemerkenswerten architektonischen Details wie einer Fachwerkoberlaube, zwei Torhäusern mit Kreuzgratgewölben, von besonderer architekturhistorischer und ortsgeschichtlicher Bedeutung. Anlage aus mehreren Gebäuden, umseitig geschlossen, erschlossen über - Torhaus (südwestlich, neben dem Wohnhaus): mit Kreuzgratgewölbe, zwei Tordurchfahrten mit Korbbögen und Schlusssteinen mit Bezeichnung „1589“, Fachwerkobergeschoss, Satteldach mit Fledermausgaupen - Seitengebäude (nordöstlich der Hofanlage, an Wohnhaus anschließend), Fachwerk-Figur K-Strebe (halber Mann), sich kreuzende Kopf- und Fußbänder, Satteldach, um 1720 - Wohnhaus (im Norden des Hofes): Bruchstein, Obergeschoss in Fachwerkkonstruktion, Überformung im rechten Teil, steiles Schopfwalmdach, in der Außenfassade neue Fenstereinbrüche - Scheune (südwestlicher Hofabschluss): zwei große Korbbogeneinfahrten, Bruchsteinmauerwerk, eingeschossig, Satteldach - schöne alte Hofpflasterung erhalten - Seitengebäude (südöstlicher Hofabschluss, gegenüber dem Wohnhaus): zweigeschossiger Massivbau mit Satteldach, zwei Tordurchfahrten mit Korbbögen und Schlusssteinen, Türöffnung im Obergeschoss - Wirtschaftsgebäude (außerhalb der geschlossenen Hofanlage im Norden): Bruchstein, Segmentbogenöffnungen von Fenstern und Türen mit Porphyreinfassungen, ein Geschoss mit Aufstockung, Walmdach, schlechter baulicher Zustand Die gesamte Anlage befindet sich in einem schlechten baulichen Zustand, Das Erblehngericht schließt direkt im Südwesten an den Kirchhof an Schlusssteine mit Bezeichnung an verschiedenen Gebäuden: bezeichnet mit 1713, 1687, 1589, 1695. | 09244489 |
| Direkt Bild zu diesem Denkmal hochladen | Häusleranwesen | Am Lindenborn 8 (Karte)      | Bezeichnet mit 1797 | Auf Grund seines Alters und seiner besonders schönen Fassade wertvoller Wohnbau. Zweigeschossig, steiles Satteldach, links kleiner Scheunenanbau, Stichbogenportal mit Schlussstein, sehr stämmiges Fachwerk im Obergeschoss, entstellt durch Garageneinbau, auf der rechten Giebelseite ein Panoramafenster. | 09244476 |
| Direkt Bild zu diesem Denkmal hochladen | Wohnstallhaus eines Dreiseithofes | Am Lindenborn 24 (Karte)     | Bezeichnet mit 1802 | In Baukörperform und Fassadenaufteilung gut erhaltenes ländliches Gebäude, unter Verkleidung Fachwerk noch vorhanden, gründerzeitlicher Innenausbau. Zweigeschossig, hohes Satteldach, Stichbogenportal mit Bruchstein, verschieferte, im Ortsbild wirksame Giebelseite, originale Fenstergrößen, Stallteil gründerzeitlich verlängert. | 09244475 |
| Direkt Bild zu diesem Denkmal hochladen | Häusleranwesen | Am Lindenborn 25 (Karte)     | Um 1800 | Landschaftstypisches kleines Wohnhaus mit sichtbarem Fachwerk im Obergeschoss, weitgehend original erhalten, bildet Baugruppe mit Nummer 26. Zweigeschossig, hohes Satteldach, kleiner rückwärtiger Anbau, Giebel verschiefert, leicht überformt (ein Fenster vergrößert). | 09244474 |
| Direkt Bild zu diesem Denkmal hochladen | Häusleranwesen | Am Lindenborn 26 (Karte)     | Um 1800 | Weitestgehend original erhaltener landschaftstypischer Wohnbau mit sichtbarem Fachwerk im Obergeschoss, bildet eine einheitliche Baugruppe mit dem Nachbargebäude Nummer 25. Zweigeschossig, hohes Satteldach, originale Fenstergrößen, alte Holzfenster, giebelseitig kleiner Anbau. | 09244473 |
| Direkt Bild zu diesem Denkmal hochladen | Wohnstallhaus und Seitengebäude eines Vierseithofes | Am Lindenborn 40 (Karte)     | Bezeichnet mit 1855 (Wohnstallhaus); bezeichnet mit 1894 (Seitengebäude)                                                   | Weitestgehend original erhaltene Hofgebäude, unter Putz bzw. Verkleidung Fachwerk noch vorhanden. Langgestrecktes Wohnstallhaus mit mäßig steilem Satteldach, originale Fenstergrößen, alte Holzfenster, Portal mit Porphyrgewänden und vorkragender Verdachung, Seitengebäude ebenfalls Portal mit Prophyrgewänden. | 09244472 |
| Direkt Bild zu diesem Denkmal hochladen | Scheune und Seitengebäude eines Vierseithofes | Am Lindenborn 47 (Karte)     | Um 1900 | Sehr gut erhaltene Scheune mit sichtbarem Fachwerk sowie zeitgenössisches Seitengebäude, bau- und ortsgeschichtlich von Bedeutung. Beide Gebäude zweigeschossig mit flach geneigten Satteldächern. Seitengebäude im Erdgeschoss Ziegelmauerwerk verputzt, Obergeschoss Fachwerk, alte Holzfenster, Wohnstallhaus älter, jedoch deutlich überformt. | 09244471 |
| Direkt Bild zu diesem Denkmal hochladen | Scheune | Am Lindenborn 48 (Karte)     | 18. Jahrhundert | Gut erhaltene Scheune in Fachwerkkonstruktion mit Verblattungen und relativ steilem Dach. Holzstruktur nicht mehr erkennbar, Scheune recht alt und gut erhalten, Fachwerk zu beiden Seiten sichtbar. | 09244477 |
| Direkt Bild zu diesem Denkmal hochladen | Wohnstallhaus, Seitengebäude und Scheune eines Vierseithofes sowie Hofpflasterung | Am Lindenborn 65, 66 (Karte) | Um 1800 (Bauernhaus); 2. Drittel 19. Jahrhundert (Seitengebäude und Scheune)                                               | Geschlossene, in ihrer Grundsubstanz originale Hofbebauung. Langgestrecktes zweigeschossiges Wohnstallhaus, Erdgeschoss Bruchstein, Obergeschoss stämmiges Fachwerk, teilweise sichtbar, Portal mit Porphyrgewände mit vorkragender Verdachung, alte Holzfenster teilweise erhalten, Scheune und Seitengebäude teilweise überformt. | 09244470 |
| Direkt Bild zu diesem Denkmal hochladen | Seitengebäude und Stallgebäude eines Vierseithofes | Am Lindenborn 73, 74 (Karte) | 2. Viertel 19. Jahrhundert (Seitengebäude); um 1914 (Stallgebäude, laut Auskunft des Eigentümers)                          | Seitengebäude mit unter Putz bzw. Verkleidung originalem Bruchsteinmauerwerk und Fachwerk, Stallgebäude mit sichtbarem Fachwerk und markantem Ziergiebel, beide vollständig original. - Seitengebäude: zweigeschossig, Satteldach, im Obergeschoss Kunstschiefer, alte Holzfenster - Scheune: zweigeschossig, alte Holzfenster | 09244468 |
| Direkt Bild zu diesem Denkmal hochladen | Häusleranwesen | Am Rubinberg 4 (Karte)       | 1. Hälfte 19. Jahrhundert                                                                                                  | Einfacher ländlicher Wohnbau in gutem Zustand, unter Verkleidung Fachwerk noch vorhanden. Zweigeschossig, hohes Satteldach, Schieferdeckung, rückwärtiger Anbau, Portal mit Porphyrgewände und vorkragender Verdachung, zum Teil alte Holzfenster. | 09244487 |
| Direkt Bild zu diesem Denkmal hochladen | Häulseranwesen | Am Rubinberg 10 (Karte)      | 1. Hälfte 19. Jahrhundert                                                                                                  | Gut erhaltenes landschaftstypisches Wohnhaus, unter Verkleidung Fachwerk noch vorhanden, besonders wichtig für das Ortsbild durch seine erhöhte Lage. Zweigeschossig, Satteldach, Schieferdeckung, originale Fenstergrößen, alte Holzfenster. | 09244481 |
| Direkt Bild zu diesem Denkmal hochladen | Wohnstallhaus und Stallgebäude eines Vierseithofes | Am Rubinberg 11, 12 (Karte)  | Um 1800 | Gut erhaltenes Wohngebäude mit sichtbarem Fachwerk im Obergeschoss, architektonisch anspruchsvoller Stallbau mit Kummethalle und Glockenturm. Zweigeschossiges, langgestrecktes Wohnstallhaus mit hohem Satteldach, Fensteraufteilung weitestgehend ursprünglich, Stallseite leicht überformt, kräftiges Fachwerk mit zahlreichen Streben, Stallgebäude mit vorspringendem Mittelrisalit, im Giebel dreifaches Rundbogenfenster, Ziegelbau, Steingewände. | 09244488 |
| Direkt Bild zu diesem Denkmal hochladen | Einfahrtstor zu ehemaligem Vierseithof | Am Rubinberg 30 (Karte)      | Um 1900 | Architektonisch bemerkenswertes, triumphbogenartig gestaltetes Tor zu einem Bauernhof. Zwei niedrige Durchgänge flankieren ein höheres, von einem Korbbogen überfangenes Tor, gelbes und rotes Ziegelmauerwerk. | 09244484 |
| Direkt Bild zu diesem Denkmal hochladen | Wohnstallhaus und zwei Seitengebäude eines ehemaligen Vierseithofes | Am Rubinberg 42 (Karte)      | Um 1800 (Wohnstallhaus); um 1790 (2. Seitengebäude – Datierung nicht genau); 2. Drittel 19. Jahrhundert (1. Seitengebäude) | Anlage bemerkenswert auf Grund ihrer Geschlossenheit, Wohnstallhaus nahezu vollständig original, Fachwerk unter Verkleidung vorhanden. - Wohnstallhaus: langgestrecktes, zweigeschossiges Gebäude mit steilem Satteldach, im Erdgeschoss leicht überformt, Obergeschoss originale Fenstergrößen, alte Holzfenster, Kunstschindeln - westliches Seitengebäude: Stichbogenportal mit Schlussstein, datiert „179…“ (unleserlich), Fachwerk teilweise ersetzt, alte Drehflügelfenster - östliches Seitengebäude: jünger, auch hier Fachwerk zum Teil ersetzt | 09244486 |
| Direkt Bild zu diesem Denkmal hochladen | Häusleranwesen | Am Rubinberg 43 (Karte)      | 1. Drittel 19. Jahrhundert                                                                                                 | Nahezu unverändert erhaltenes ländliches Wohnhaus, Fachwerk unter Verkleidung verborgen. Haus giebelständig, eine Ausnahme unter den Greifenberger Häuslerhäusern. Zweigeschossig, Satteldach, im Obergeschoss originale Fenstergrößen, im Erdgeschoss Fenster leicht vergrößert, ausschließlich alte Holzfenster. | 09244485 |
| Direkt Bild zu diesem Denkmal hochladen | Vierseithof mit Wohnstallhaus, Scheune, Seitengebäude und Torhaus sowie Schuppen auf gegenüberliegender Straßenseite | Am Rubinberg 48 (Karte)      | Bezeichnet mit 1786 (Wohnstallhaus); 1802 (Torhaus)                                                                        | Außergewöhnlich wertvolle, geschlossene Anlage, nahezu unverändert, allseitig sichtbare Fachwerkkonstruktionen. Wohnstallhaus mit steilem Satteldach, kräftiges Fachwerk mit zahlreichen Streben, im Erdgeschoss Steingewände, Stichbogenportal mit Schlussstein, überwiegend alte Holzfenster, wenige neue Kunststofffenster, Scheune und Seitengebäude mit alten Schiebefenstern, Torhaus mit niedrigem Korbbogen, Reliefs im Schlussstein, Außenfassaden des Hofes zumeist schieferverkleidet. | 09244478 |
| Direkt Bild zu diesem Denkmal hochladen | Bauernhof mit Wohnstallhaus, zwei Seitengebäuden und Scheune, zwei Hoftore und Resten des Bauerngartens | Am Rubinberg 55 (Karte)      | 1. Drittel 19. Jahrhundert                                                                                                 | Auf Grund ihrer Geschlossenheit wertvolle Anlage, allseitig mit sichtbarem Fachwerk, alle Gebäude weitgehend original. - Wohnstallhaus: zweigeschossig, Satteldach mit zwei Dachhechten, sehr regelmäßiges, strebenarmes Fachwerk, Überformungen im Stallbereich, giebelseitig im frühen 20. Jahrhundert ein Aussichtserker vorgebaut - Scheune: mit steilem Satteldach und sichtbarem Fachwerk, Seitengebäude etwas jünger, überwiegend alte Holzfenster, durch Garageneinbauten beeinträchtigt - Bauerngarten: südöstlich des Wohnstallhauses, orthogonales Wegesystem teilweise noch vorhanden, Reste der Buchsbaumeinfassungen der Beete, im nördlichen Teil in Form von Arabesken | 09244479 |
| Direkt Bild zu diesem Denkmal hochladen | Zwei Seitengebäude und Scheune eines Vierseithofes | Am Rubinberg 57 (Karte)      | Vor 1800 | Kleines Seitengebäude mit seltenem, verziertem Fachwerk, weitestgehend unveränderte Scheune mit sichtbarem Fachwerk auf der Hofseite, zweites Seitengebäude wichtig für das Ortsbild. - Seitengebäude: zweigeschossig, Satteldach, gitterartiges Fachwerk von gedrängter Proportion, geschwungene Schmuckblätter als Abschluss der Gefache unterhalb des Rähm, Giebelseite aufgemauert - Scheune: zwei Tennen, langgezogenes hohes Satteldach, alte Torflügel | 09244480 |
|                                         | Kriegerdenkmal für die Gefallenen des Ersten Weltkrieges | Döbelner Straße (Karte)      | Nach 1918 | Monumentales Kriegerehrenmal, ortsgeschichtlich von Bedeutung. Aufschrift: „Unseren Gefallenen Helden“, roter Sockel, darauf Stele mit Relief: Lorbeerkranz und gekreuzte Schwerter, oben: Vase mit herausschlagenden Flammen. | 09244436 |
| Weitere Bilder                          | Kirche, Kirchhof und Kirchhofsmauer | Döbelner Straße (Karte)      | 1858 (Kirche); bezeichnet mit 1864 (Altarbild); 1859/60 (Orgel)                                                            | Kirchenbau im neogotischen Stil erbaut, ausdrucksvolle Turmfassade mit neogotischem Eingangsportal. 1858 Neubau der Kirche, Vorgängerbau war möglicherweise ein Holzbau, neogotischer Bau mit hohen Spitzbogenfenstern, Stützstreben, Turmfassade, achteckiger Turmaufbau mit verschindeltem Dach, neogotisches Eingangsportal - Querschiff: kommt im Inneren nicht zum Ausdruck, da es die Treppenhäuser beherbergt, Chor mit Spitzbogenfenstern - Inneres: Saalkirche, eingezogener Chor mit 5/8-Schluss, rundum eingezogene zweigeschossige, klassizistische Holzemporen, links und rechts des Altares befinden sich verglaste Betstübchen, die in den Kirchenraum vorspringen und so eine Art Vorchor bilden, Decke ist bemalt: Kassettenimitation, Vierpass-Motiv, Orgelempore mit Kreuzbach-Orgel, vermutlich keine alten Ausstattungsstücke, Kirchhofsmauer aus Bruchstein. | 09244465 |
| Direkt Bild zu diesem Denkmal hochladen | Pfarrhaus mit Seitengebäude | Döbelner Straße 11 (Karte)   | Bezeichnet mit 1727 | Großes, gut erhaltenes Pfarrhaus, ortsbildprägend auf Grund seines steilen Satteldaches und wertvollen Porphyr-Eingangsportales mit Segmentbogenabschluss und Schlussstein, von ortsgeschichtlicher Bedeutung. - Pfarrhaus: Zweigeschossiger Bau mit steilem Satteldach, symmetrisch angelegte Fassade mit je drei Fensterachsen beidseitig des Eingangsportales, vermutlich Porphyrgewände, keine originalen Fenster - Seitengebäude: überformt durch Garageneinbauten, ursprünglich wohl Scheune, steiles Satteldach | 09244464 |
| Direkt Bild zu diesem Denkmal hochladen | Ehemalige Schule, heute Wohnhaus | Döbelner Straße 14 (Karte)   | 1. Hälfte 19. Jahrhundert                                                                                                  | Großes Gebäude in markanter Lage unterhalb der Kirche, mit straßenbildprägendem Schopfwalmdach, ortsgeschichtlich von Bedeutung. Zweigeschossiger Bau, Schopfwalmdach hinten abgeschleppt, Erdgeschoss in Bruchstein, links des Eingangs leicht verändert durch ein neues Fenster, Obergeschoss in Fachwerkkonstruktion (verschalt), Fensterachsen des Untergeschosses und Obergeschosses sind nicht aufeinander bezogen, Giebelfassade beeinträchtigt, schönes Eingangsportal mit Gebälk und Zahnschnitt im Türsturz. | 09244467 |
|                                         | Schmiede | Döbelner Straße 19 (Karte)   | Um 1800 | Auf Grund seines Alters, seines schönen Fachwerkes und der für das Ortsbild bestimmenden Lage besonders wertvoller Bau. Zweigeschossig mit hohem Satteldach, linker Teil 18. Jahrhundert, Fachwerk mit zahlreichen Kopfbändern, rechter Teil um 1800 angebaut, rückwärtig weiterer Anbau, Überformungen im Erdgeschossbereich. | 09244466 |

## Hermsdorf
| Bild                                    | Bezeichnung                                                    | Lage                 | Datierung                                                                | Beschreibung | ID       |
| --------------------------------------- | -------------------------------------------------------------- | -------------------- | ------------------------------------------------------------------------ | --- | -------- |
| Direkt Bild zu diesem Denkmal hochladen | Vierseithof mit Wohnstallhaus, Scheune und zwei Seitengebäuden | Hermsdorf 11 (Karte) | 17. Jahrhundert (Scheune und ein Seitengebäude); um 1800 (Wohnstallhaus) | Durch ihre Geschlossenheit und ihr Alter bemerkenswerte Anlage, allseitig mit sichtbarem Fachwerk, in sehr gutem Erhaltungszustand. - Wohnstallhaus: Erdgeschoss verputzt und teilweise überformt, Obergeschoss hof- und rückseitig gut erhaltenes, stämmiges Fachwerk mit zahlreichen Streben, alte Holzfenster, hohes Satteldach - Scheune: sehr steiles Satteldach, Fachwerk mit Verblattungen und Kreuzstreben - rechtes Seitengebäude: Fachwerk mit breitem Ständerrhythmus, ein balusterförmiger Pfosten, vorkragendes Obergeschoss und Dach | 09244516 |
| Direkt Bild zu diesem Denkmal hochladen | Wohnstallhaus eines Vierseithofes                              | Hermsdorf 24 (Karte) | 1. Hälfte 18. Jahrhundert (eventuell älter)                              | Gut erhaltenes ländliches Wohnhaus, unter Verkleidung originales Fachwerk vorhanden, mit mächtigem Satteldach. Zweigeschossig, Erdgeschoss Bruchstein, Obergeschoss Fachwerk, überwiegend originale Fenstergrößen und alte Holzfenster, rückseitig Rundbogenportal mit Porphyrgewänden, Hofseite zum Teil überformt. | 09244514 |
| Direkt Bild zu diesem Denkmal hochladen | Seitengebäude eines Vierseithofes                              | Hermsdorf 25 (Karte) | 2. Viertel 19. Jahrhundert                                               | Vollkommen original erhaltenes Stall- und Wohnhaus, Fachwerk unter Schieferverkleidung noch erhalten. Zweigeschossig, Satteldach mit einseitigem Schopfwalm, drei Eingänge mit Porphyrgewänden, originale Türen und Fenster erhalten. | 09244515 |
| Direkt Bild zu diesem Denkmal hochladen | Wohnstallhaus und Seitengebäude eines Vierseithofes            | Hermsdorf 26 (Karte) | Anfang 19. Jahrhundert                                                   | Weitgehend originale Teile einer Hofbebauung, Fachwerk an beiden Gebäuden unter Putz noch vorhanden. - Wohnstallhaus: zweigeschossig, hohes Satteldach, Erdgeschoss durch mehrere breite Fenster beeinträchtigt, Obergeschoss noch kleine alte Holzfenster - Seitengebäude: zweigeschossig, Satteldach, zwei Steinportale mit Stichbogen und zwischen den Gebäuden breiter Torbogen mit Schlussstein | 09244511 |
| Direkt Bild zu diesem Denkmal hochladen | Wohnstallhaus und Seitengebäude eines Vierseithofes            | Hermsdorf 36 (Karte) | Nach 1833 (Brand)                                                        | Beeindruckende Hofanlage, an allen Gebäuden sichtbares Fachwerk. Keines der Gebäude ganz unverändert. Wohnstallhaus: mit einfachem strebenarmem Fachwerk, alte Holzfenster, im Erdgeschoss breites Fenster und Garageneinbau. | 09244512 |
| Direkt Bild zu diesem Denkmal hochladen | Häusleranwesen mit kleinen Nebengebäuden                       | Hermsdorf 38 (Karte) | 1. Hälfte 19. Jahrhundert                                                | Weitestgehend originale geschlossene Anlage, Fachwerk noch vorhanden, teilweise verkleidet. Zweigeschossig, Satteldach einseitig abgeschleppt, teilweise sichtbares Fachwerk im Obergeschoss, wendet den Giebel der Dorfstraße zu, bildet mit ebenfalls noch intakten Nebengebäuden eine dreiseitige Hofanlage. | 09244513 |
| Direkt Bild zu diesem Denkmal hochladen | Scheune und zwei Seitengebäude eines Vierseithofes             | Hermsdorf 39 (Karte) | 1. Hälfte 19. Jahrhundert (Seitengebäude); 1916 (Scheune)                | Auf Grund ihrer Geschlossenheit bemerkenswerte Wirtschaftsgebäude eines Bauernhofes, weitestgehend unverändert. - Seitengebäude: mit Wagenunterstand, Fachwerk verputzt, alte Holzfenster, kleines Seitengebäude mit steilerem Satteldach, ebenfalls alte Holzfenster - Scheune nach Zerstörung durch Unwetter 1916 neu errichtet, unverändert, zwischen den Gebäuden Einfahrtstor | 09244517 |

## Moosheim
| Bild                                    | Bezeichnung                                                       | Lage                            | Datierung                                                                                                 | Beschreibung | ID       |
| --------------------------------------- | ----------------------------------------------------------------- | ------------------------------- | --- | --- | -------- |
| Direkt Bild zu diesem Denkmal hochladen | Wohnstallhaus, zwei Seitengebäude und Scheune eines Vierseithofes | Am Nonnenwald 18 (Karte)        | Um 1800 (Wohnstallhaus und Seitengebäude im Osten); 2. Hälfte 19. Jahrhundert (Seitengebäude und Scheune) | Geschlossene Anlage eines Vierseithofes mit weitgehend original erhaltenen Fachwerk-Bauten, Wohnstallhaus ist ortsbildprägend. - Wohnstallhaus: im Erdgeschoss zum Teil überformt, im Obergeschoss Fachwerkkonstruktion, Satteldach, zur Dorfstraße hin verschiefert mit Ornament - Seitengebäude im Westen: im Obergeschoss Fachwerkkonstruktion, Erdgeschoss in Stein gemauert, Seitengebäude im Osten: Fachwerk im Obergeschoss verbrettert, zum Teil alte Fenster - Scheune: verbrettert | 09244508 |
| Direkt Bild zu diesem Denkmal hochladen | Häuslerhaus                                                       | Am Nonnenwald 34 (Karte)        | Um 1800                                                                                                   | Landschaftstypisches kleines Wohnhaus, weitestgehend in seiner Originalität erhalten, direkt an der Dorfstraße gelegen und für das Straßenbild von Bedeutung. Zweigeschossiger Bau und Anbau, Satteldach, Erdgeschoss in Stein, im Obergeschoss vermutlich Fachwerk, welches aber verkleidet ist, Fenstergrößen alle original erhalten. | 09244505 |
| Direkt Bild zu diesem Denkmal hochladen | Scheune eines Vierseithofes                                       | Am Nonnenwald 38 (Karte)        | 1655 (laut Eigentümer)                                                                                    | Bemerkenswert gut erhaltene Scheune des 17. Jahrhunderts in Fachwerkkonstruktion mit sich kreuzenden Streben. Scheune und Satteldach, Ende 19. Jahrhundert aufgestockt, kräftige Fachwerkkonstruktion. | 09244502 |
| Direkt Bild zu diesem Denkmal hochladen | Wohnstallhaus, Scheune und Seitengebäude eines Dreiseithofes      | Am Nonnenwald 40 (Karte)        | 2. Hälfte 18. Jahrhundert                                                                                 | Geschlossene Anlage eines Dreiseithofes mit weitgehend original erhaltenen Bauten. - Wohnstallhaus: zur Hofseite hin überformt, schöne Fassaden zur Dorfstraße, mit steilem Satteldach. - Scheune: original erhalten, zur Straße hin verbrettert, zum Hof zum Teil Fachwerkkonstruktion, zum Teil aufgemauert - Scheune: mit Verblattungen - Seitengebäude: mit Hofdurchfahrt, im Obergeschoss Fachwerk, Erdgeschoss beeinträchtigt                                                          | 09244504 |
| Direkt Bild zu diesem Denkmal hochladen | Seitengebäude eines Vierseithofes                                 | Greifendorfer Straße 30 (Karte) | 1. Hälfte 19. Jahrhundert                                                                                 | In seiner Originalität weitestgehend erhaltenes Seitengebäude mit Sichtfachwerk im Obergeschoss zur Dorfseite. Zweigeschossiger Bau, Satteldach, Erdgeschoss in Stein, Obergeschoss in Fachwerkkonstruktion, originale Fenster zum Teil erhalten, Porphyrgewände im Erdgeschoss, Fachwerk zum Teil verkleidet (Hoffassade). | 09244509 |

## Niederrossau
| Bild                                    | Bezeichnung | Lage                     | Datierung | Beschreibung | ID       |
| --------------------------------------- | --- | ------------------------ | --- | --- | -------- |
| Direkt Bild zu diesem Denkmal hochladen | Straßenbrücke über den Auenbach | Hauptstraße (Karte)      | 19. Jahrhundert                                                                                                  | Von bau- und ortsgeschichtlicher Bedeutung. Bogenbrücke mit Rundbogen, Bruchsteinkonstruktion, Geländer und Fahrbahnplatte erneuert. | 09244450 |
| Direkt Bild zu diesem Denkmal hochladen | Straßenbrücke über den Auenbach | Hauptstraße (Karte)      | 19. Jahrhundert                                                                                                  | Ortsbildprägende Bogenbrücke, bau- und ortsgeschichtlich von Bedeutung. Bruchsteinerne, einbogige Brücke mit Schlussstein, bietet einen guten Blickpunkt im Verlauf der Hauptstraße. | 09244454 |
| Direkt Bild zu diesem Denkmal hochladen | Häusleranwesen | Hauptstraße 48 (Karte)   | Um 1800 | Kleines Wohnhaus in prominenter Lage an der Hauptstraße und unterhalb der Dorfkirche, für das Straßenbild von Bedeutung. Zweigeschossiger Bau mit Satteldach, an einer Seite tief herabgezogenes Frackdach, Giebelseite aufgemauert, Eingangsfassade Fachwerk vermutlich noch erhalten, verwinkelt. | 09244458 |
| Direkt Bild zu diesem Denkmal hochladen | Häuslerhaus | Hauptstraße 50 (Karte)   | Um 1700 | Kleines Wohnhaus, auf Grund seiner alten, gut erhaltenen kräftigen Fachwerkkonstruktion, bestehend u. a. aus Verblattungen, Kopfstreben und Stielen unterhalb der Brustriegel, von Wert, wichtig für das Straßenbild. Zweigeschossiger Bau mit Satteldach, Erdgeschoss in Stein und leicht überformt, Obergeschoss sehr gut erhaltenes Fachwerk, rundum erhalten. | 09244453 |
| Direkt Bild zu diesem Denkmal hochladen | Häusleranwesen | Hauptstraße 53 (Karte)   | Um 1800 | Zwei im rechten Winkel aneinanderstoßende Bauteile, weitestgehend original erhalten. Zweigeschossig, Satteldach, Erdgeschoss in Stein mit Porphyrgewänden, Obergeschoss Fachwerk, sehr wahrscheinlich unter Holzverbretterung erhalten. | 09244455 |
| Direkt Bild zu diesem Denkmal hochladen | Häusleranwesen | Hauptstraße 62 (Karte)   | Um 1800 | Kleines, weitestgehend ursprünglich erhaltenes Wohnhaus mit markantem Frackdach. Zweigeschossiger Bau mit Satteldach, zur Straße hin zum Teil als Frackdach ausgebildet, Erdgeschoss in Stein, Obergeschoss Fachwerk, verschiefert. | 09244456 |
| Direkt Bild zu diesem Denkmal hochladen | Scheune und zwei Seitengebäude eines Vierseithofes | Hauptstraße 71 (Karte)   | Um 1800 | Schöne geschlossene Hofanlage mit drei Fachwerkbauten, weitgehend originaler Zustand. - Scheune: mit steilem Dach, hofseitig sichtbares Fachwerk, vorkragende Dachbalken, rückwärtig aufgemauert - Seitengebäude 1: Erdgeschoss in Stein, Obergeschoss hofseitig sichtbares Fachwerk, zum Dorf hin aufgemauert, Innenwände und Decken noch aus Lehm - Seitengebäude 2: Erdgeschoss in Stein, Obergeschoss hofseitig sichtbares Fachwerk | 09244445 |
| Direkt Bild zu diesem Denkmal hochladen | Wohnstallhaus | Hauptstraße 73 (Karte)   | 2. Hälfte 18. Jahrhundert                                                                                        | In seiner Originalsubstanz weitestgehend erhaltenes Gebäude, von Wert für das Ortsbild, zeigt anschaulich, wie die Wohnstallhäuser einmal ausgesehen haben. Zweigeschossiger Bau mit verschiefertem Satteldach, Erdgeschoss in Bruchstein gemauert, Porphyrgewände, Obergeschoss Fachwerk, sehr wahrscheinlich unter dem Schiefer noch erhalten. | 09244457 |
| Direkt Bild zu diesem Denkmal hochladen | Mühle mit Wohnhaus, Scheune und Seitengebäude | Hauptstraße 80 (Karte)   | 1. Viertel 19. Jahrhundert                                                                                       | Große, im Ortsbild sehr wirksame Dreiflügelanlage, mit sichtbarer Fachwerkkonstruktion in allen Bauteilen, von Bedeutung als historische Mühle, qualitätvolle Erweiterung der 1930er Jahre. - Wohnhaus: zweigeschossig, hohes Satteldach mit einseitigem Schopfwalm, Schieferdeckung, Fassade überformt, Fachwerk im Obergeschoss noch teilweise erhalten, zum Teil alte Holzfenster - Scheune: etwas jünger, Fachwerk teilweise erhalten, Gebäude überbrückt den Dorfgraben - Seitengebäude: insgesamt am besten erhalten, Obergeschoss ganz in Fachwerk, rückwärtig angefügter Gewerbeanbau der 1930er Jahre, Anlage bildet einen für das Ortsbild wichtigen, der Straße zugewandten Hof | 09244447 |
| Direkt Bild zu diesem Denkmal hochladen | Wohnstallhaus eines ehemaligen Vierseithofes | Hauptstraße 89 (Karte)   | Bezeichnet mit 1799                                                                                              | Baukörperform und Fassadenaufteilung weitgehend original erhalten, Fachwerk unter Schindelverkleidung noch vorhanden, durch mächtiges Dach beherrschend im Ortsbild. Zweigeschossig, mächtiges Satteldach, beidseitig Schopfwalm, Stichbogenportal mit Schlussstein, Obergeschoss noch originale Fenstergrößen, Erdgeschoss teilweise überformt. | 09244448 |
| Direkt Bild zu diesem Denkmal hochladen | Scheune eines Dreiseithofes | Hauptstraße 104 (Karte)  | Um 1700 | Sehr bemerkenswerte, fast ganz als Holzkonstruktion erhaltene Scheune mit hohem Satteldach, gehört zu den ältesten Scheunenbauwerken im Landkreis. Mit hofseitig sichtbarem Fachwerk, Verblattungen, rückseitig im unteren Bereich Bruchstein, ansonsten holzverschalt, auf vorkragenden Balken deutlich vorkragendes Dach. | 09244451 |
| Direkt Bild zu diesem Denkmal hochladen | Scheune und zwei Seitengebäude eines Vierseithofes | Hauptstraße 110 (Karte)  | 18. Jahrhundert                                                                                                  | Scheune mit mächtigem, für das Ortsbild bestimmendem Dach, Fachwerkkonstruktion weitgehend erhalten, Seitengebäude ebenfalls weitgehend unverändert, Fachwerk unter Holzverkleidung noch vorhanden. - Scheune: mit sehr hohem Schopfwalmdach, schiefergedeckt, hofseitig teilweise aufgemauert, ansonsten originales, sehr stämmiges Fachwerk, Verblattungen, Kreuzstreben - südliches Seitengebäude: zweigeschossig, Satteldach mit einseitigem Schopfwalm, hoher Wagenunterstand, alte Holzfenster - nördliches Seitengebäude: hofseitig verändert, jedoch für das Ortsbild besonders wichtig | 09244452 |
| Direkt Bild zu diesem Denkmal hochladen | Scheune und Seitengebäude eines Vierseithofes | Hauptstraße 114 (Karte)  | Vor 1800 (Scheune); 2. Drittel 19. Jahrhundert (Seitengebäude)                                                   | Alte, weitgehend original erhaltene Scheune mit teilweise sichtbarer Holzkonstruktion und hohem Satteldach, Seitengebäude mit unter Schindelverkleidung noch vorhandenem Fachwerk. - Scheune: hofseitig verputzt, Dachstuhl verändert, jedoch in der Grundsubstanz noch original, Verblattungen - jüngeres Seitengebäude: ebenfalls weitgehend original, alte Holzfenster, hofseitig kleines Dachhäuschen | 09244446 |
| Weitere Bilder                          | Dorfkirche und Kirchhof Niederrossau (Sachgesamtheit) | Kirchstraße (Karte)      | Um 1200 | Sachgesamtheit Dorfkirche und Kirchhof Niederrossau, mit den Einzeldenkmalen: Kirche, fünf Soldatengräber Zweiter Weltkrieg, Kriegerdenkmal für die Gefallenen des Ersten Weltkrieges, vier Pfarrergräber, ein alter Grabstein nahe der Pfarrergräber und Kirchhofsmauer (09302046); auf einer Anhöhe oberhalb des Dorfes gelegene Kirche romanischen Ursprungs, kräftiger, weithin sichtbarer Turm mit hohem Dachreiter von ortsgeschichtlicher und ortsbildprägender Bedeutung. - Kirchhof: - Einfriedung: schöne alte Bruchsteinmauer umfasst beinahe den gesamten Friedhof - Erschließung: Weg zur Kirche aus rotem Granitpflaster, Zugänge: Haupttor im Norden, Pforte in der Südostecke des Kirchhofs - Gehölze: - Baumpaar: Torbaumpaar aus Kastanien (Aesculus hippocastanum) am Haupttor - Solitärgehölze: Buche (Fagus sylvatica) an der Nebenpforte, drei Winter-Linden (Tilia cordata) an der Kirchhofmauer, wahrscheinlich sind ehemals an der gesamten Mauer in regelmäßigen Abständen Linden gepflanzt worden (noch 4 Stubben vorhanden) | 09244439 |
| Weitere Bilder                          | Kirche mit Ausstattung, Kriegerdenkmal für die Gefallenen des Ersten Weltkrieges, fünf Soldatengräber Zweiter Weltkrieg, vier Gräber für Pfarrer (Julius Theodor Dittrich, Ernst Kurt Jahn, Johannes Fürchtegott Kretzschmar, Gottlieb Ehrenreich Gröschen), kleiner nicht mehr lesbarer Grabstein und Kirchhofsmauer (Einzeldenkmale der Sachgesamtheit 09244439) | Kirchstraße (Karte)      | Um 1200 (Kirche); um 1500 (Skulptur); 1513 (Schnitzaltar); bezeichnet mit 1588 (Taufe); 18. Jahrhundert (Kanzel) | Einzeldenkmale der Sachgesamtheit Dorfkirche und Kirchhof Niederrossau; auf einer Anhöhe oberhalb des Dorfes gelegene Kirche romanischen Ursprungs, kräftiger, weithin sichtbarer Turm mit hohem Dachreiter von ortsgeschichtlicher und ortsbildprägender Bedeutung. - Kirche: - Innenraum: Saalkirche mit umlaufender, zweigeschossiger Holzempore des 18. Jahrhunderts, Decke mit bemalten Feldern, altes Kirchengestühl, tonnengewölbter Chor, die beiden den Chor östlich und westlich begrenzenden Bögen sind romanischen Ursprungs, Gewölbe und die dreiseitige zellengewölbte Apsis aus dem 16. Jahrhundert, Emporen des Chores eingeschossig, Brüstungen ornamental bemalt und geschnitzt, Kirche war ursprünglich sehr farbig, 1817 wurde die Kirche ausgeweißt - Ausstattung: Schnitzaltar mit doppelten Flügeln, 1521 bezeichnet, im Schrein Maria mit dem Kind zwischen Heiligen, in der Predella die Anbetung und im Gesprenge Kreuzigung, Kanzel aus dem 18. Jahrhundert, Orgel von etwa 1660/1670, Taufbecken bezeichnet mit 1519, Kreuzigungsgruppe und trauernde Marienfigur Anfang 16. Jahrhundert, hinter dem Altar Skulptur „Christus im Elend“ um 1500 - Außenbau: Saalkirche mit verschiefertem Walmdach, kräftiger, viereckiger Turm über dem Chor, Turm mit Walmdach, verschiefert und mit hohem spitzem Dachreiter, Apsis mit Stützstreben, Fenster zum Teil mit Spitzbögen und Maßwerk - Kirchhof: - Einfriedung: schöne alte Bruchsteinmauer umfasst beinahe den gesamten Friedhof - Grabsteine von Pfarrergräbern an der Apsiswand: - Julius Theodor Dittrich (1812–1884) - Ernst Kurt Jahn (1911–1994) - Johannes Fürchtegott Kretzschmar (1856–1917), Sandstein mit Marmorrelief - Gottlieb Ehrenreich Gröschen (?) (1678–eventuell 1718) - alter Grabstein, Inschrift nicht mehr lesbar - Soldatengräber: - drei Gräber für Richard Sonnemann, Helmuth Rost, Heinrich Gümmer - zwei Soldatengräber für Soldat Binner und einen unbekannten Soldaten - Kriegerdenkmal für die Gefallenen des Ersten Weltkrieges: Porphyrobelisk mit Inschrifttafel, eisernem Kreuz und symbolischer Flammendarstellung | 09302046 |
| Direkt Bild zu diesem Denkmal hochladen | Schule | Kirchstraße 1 (Karte)    | Ende 19. Jahrhundert                                                                                             | Qualitätvolles, gut gegliedertes Gebäude, bemerkenswert auf Grund der schönen Porphyrgesimse und -gewände und der künstlerisch gestalteten Tür, mit kannelierten Pilasterkapitellen. Zweigeschossiger Bau, Mittelrisalit mit Dreiecksgiebel, umlaufendes Porphyr-Dachgesims, künstlerische Gestaltung des Eingangs, Satteldach, große Fensteröffnungen im Erdgeschoss | 09244441 |
| Direkt Bild zu diesem Denkmal hochladen | Pfarrhof (Vierseithof) mit Pfarrhaus, zwei Seitengebäuden und Scheune | Kirchstraße 7, 8 (Karte) | Mitte 19. Jahrhundert                                                                                            | In unmittelbarer Nähe zur Kirche gelegenes Pfarrgut, bestehend aus vier qualitätvollen, sehr gut erhaltenen Bauten, zum Teil mit Fachwerk im Obergeschoss, zum Teil ganz aus Bruchstein errichtet, ortsbildprägendes Ensemble. - Scheune: mit Schopfwalmdach, komplett in Bruchstein gemauert - Seitengebäude 1: Erdgeschoss und Giebelseiten in Bruchstein, Obergeschoss in Fachwerk mit Lehmgefachen, Schopfwalmdach, Porphyrgewände - Seitengebäude 2: Erdgeschoss und Giebel in Bruchstein, Porphyrgewände, Obergeschoss in Fachwerk, Schopfwalmdach - Wohnhaus: zweigeschossig, Schopfwalmdach, hohe Fensteröffnungen mit Porphyrgewänden, alte Holzfenster, Portal mit vorkragender Verdachung | 09244443 |
| Direkt Bild zu diesem Denkmal hochladen | Seitengebäude eines Vierseithofes | Kirchstraße 16 (Karte)   | Ende 19. Jahrhundert                                                                                             | Weitestgehend original erhaltener Fachwerkbau von baugeschichtlichem Wert. - Scheune: Fachwerkkonstruktion zum Hof hin sichtbar, Schopfwalmdach - Seitengebäude: zweigeschossig, Schopfwalmdach, zwei kleine Dacherker, Erdgeschoss leicht verändert | 09244442 |
| Direkt Bild zu diesem Denkmal hochladen | Wohnstallhaus und Hofpflasterung eines Vierseithofes | Kirchstraße 24 (Karte)   | Um 1800 | In seiner Originalsubstanz weitestgehend erhaltenes Gebäude, Fachwerkobergeschoss verschiefert, mächtiges, ortsbildprägendes Dach. Zweigeschossiger Bau mit Satteldach, Erdgeschoss in Stein, Fachwerkobergeschoss, bis auf ein neues Panoramafenster sind die ursprünglichen Fenstergrößen noch vorhanden, Dachhaus. | 09244435 |

## Oberrossau
| Bild                                    | Bezeichnung                                                        | Lage                          | Datierung                                                               | Beschreibung | ID       |
| --------------------------------------- | ------------------------------------------------------------------ | ----------------------------- | ----------------------------------------------------------------------- | --- | -------- |
| Direkt Bild zu diesem Denkmal hochladen | Häusleranwesen                                                     | Hainichener Straße 7 (Karte)  | 1. Viertel 19. Jahrhundert                                              | Weitestgehend ursprünglich erhaltenes Wohnhaus mit sichtbarer Fachwerkkonstruktion, bester Bau dieser Gattung in Oberrossau. Zweigeschossig, Satteldach, einfaches Fachwerk mit zahlreichen Streben, alte Holzfenster vollständig erhalten, rückseitig holzverschalt, alte Eingangstür. | 09244434 |
| Direkt Bild zu diesem Denkmal hochladen | Vierseithof mit Wohnstallhaus, Scheune und Seitengebäuden          | Hainichener Straße 11 (Karte) | Um 1800 (Wohnstallhaus); Ende 19. Jahrhundert (östliches Seitengebäude) | Durch ihre Geschlossenheit bemerkenswerte Anlage, einziger insgesamt denkmalwürdiger Hofkomplex in Ober- und Niederrossau. Wohnstallhaus mit steilem Satteldach, Erdgeschoss gemauert, Porphyrgewände, Obergeschoss verschiefert, originale Fenstergrößen, alte Holzfenster fast vollständig erhalten, Fachwerk höchstwahrscheinlich intakt, Hof konnte nicht besichtigt werden, von außen jedoch keine entstellenden Veränderungen erkennbar. | 09244427 |
| Direkt Bild zu diesem Denkmal hochladen | Gedenkstein                                                        | Hauptstraße (Karte)           | Um 1920                                                                 | Gedenkstein für die Gefallenen des Ersten Weltkrieges von ortsgeschichtlichem Wert. Text: „Ihren Heldensöhnen – Die dankbare Gemeinde Oberrossau“, Porphyrteile mit Inschrift, Helm und Eichenlaub. | 09244430 |
| Direkt Bild zu diesem Denkmal hochladen | Scheune und Torhaus eines Vierseithofes                            | Hauptstraße 172 (Karte)       | 1. Hälfte 19. Jahrhundert                                               | Sehr gut erhaltene Fachwerkscheune, bedeutsam für das Ortsbild, weitgehend original erhaltenes Torhaus und Seitengebäude mit Fachwerkobergeschossen. - Scheune: sowohl straßen- als auch hofseitig sichtbare Fachwerkkonstruktion, Scheune wurde aufgestockt - Torhaus: unten in Stein, Obergeschoss in Fachwerk | 09244419 |
| Direkt Bild zu diesem Denkmal hochladen | Wohnstallhaus eines Dreiseithofes                                  | Hauptstraße 176 (Karte)       | Um 1800                                                                 | Weitgehend unverändertes Gebäude, wertvoll auf Grund seines Fachwerkobergeschosses, von Bedeutung für das Straßenbild. Zweigeschossiger Bau mit Satteldach, Fachwerkobergeschoss, zum Teil im Erdgeschoss durch Fenstereinbrüche verändert. | 09244420 |
| Direkt Bild zu diesem Denkmal hochladen | Scheune eines ehemaligen Vierseithofes                             | Hauptstraße 180a (Karte)      | Ende 19. Jahrhundert                                                    | Scheune komplett in Fachwerkkonstruktion errichtet, in seiner Originalsubstanz erhalten und von Bedeutung für das Straßenbild. Scheune in Fachwerkkonstruktion, mit Ziegeln ausgefacht, Drempelgeschoss. | 09244429 |
| Direkt Bild zu diesem Denkmal hochladen | Scheune eines ehemaligen Vierseithofes                             | Hauptstraße 193 (Karte)       | 1. Hälfte 19. Jahrhundert                                               | Bemerkenswerte Scheune in ortsbildprägender Fachwerkkonstruktion. Gebäude mit Satteldach, Drempelgeschoss, kräftiges Fachwerk. | 09244428 |
| Direkt Bild zu diesem Denkmal hochladen | Scheune eines ehemaligen Vierseithofes                             | Hauptstraße 198 (Karte)       | 2. Hälfte 19. Jahrhundert                                               | Gut erhaltene Fachwerkscheune, an der Hauptstraße gelegen und wichtig für das Ortsbild. Gebäude mit Satteldach, Giebelseite verbrettert. | 09244422 |
| Direkt Bild zu diesem Denkmal hochladen | Scheune und Seitengebäude eines Vierseithofes                      | Hauptstraße 201 (Karte)       | Mitte 19. Jahrhundert, wohl 1848                                        | Original erhaltene Scheune, wertvoll auf Grund der intakten Fachwerkkonstruktion und des markanten Schopfwalmdaches, Seitengebäude weitestgehend in seiner Originalsubstanz vorhanden. - Scheune: weit herabgezogenes Schopfwalmdach, Fledermausgaupen - Seitengebäude: Erdgeschoss in Stein mit Porphyrgewänden, Obergeschoss verbrettertes Fachwerk, originale Fenster, Schopfwalmdach | 09244423 |
| Direkt Bild zu diesem Denkmal hochladen | Scheune und Seitengebäude eines kleinen Dreiseithofes              | Hauptstraße 211 (Karte)       | 2. Drittel 19. Jahrhundert                                              | Auf Grund ihrer Einheitlichkeit und ihres guten Erhaltungszustandes bemerkenswerte Hofgebäude mit sichtbarem Fachwerk. - Scheune: mit Drempelgeschoss und mäßig geneigtem Satteldach, Fachwerk mit Kreuzstreben - Seitengebäude: im Erdgeschoss Stall, aufgemauert und verputzt, Obergeschoss einfaches Fachwerk | 09244425 |
| Direkt Bild zu diesem Denkmal hochladen | Bauernhof mit Wohnstallhaus und Scheune                            | Hauptstraße 212 (Karte)       | 2. Drittel 19. Jahrhundert                                              | Einheitlich erhaltene Hofanlage, Wohnhaus mit Fachwerk unter Schieferverkleidung. Wohnstallhaus zweigeschossig mit Satteldach, Erdgeschoss aufgemauert, Obergeschoss originale Fenstergrößen, alte Holzfenster, rückseitig späterer Anbau. | 09244426 |
|                                         | Gasthof                                                            | Querstraße 2 (Karte)          | 2. Viertel 19. Jahrhundert                                              | In Baukörperform und Fassadenaufteilung original erhaltener Dorfgasthof, ortsbildprägend durch seine offene Lage an der Hauptstraße, bau- und ortsgeschichtlich von Bedeutung. Breit gelagerter, zweigeschossiger Bau mit behäbigem Schopfwalmdach, im Obergeschoss ursprüngliche Fenstereinfassungen noch erhalten, Fassade durch Rauputz beeinträchtigt, fein profiliertes Dachgesims. | 09244421 |
| Direkt Bild zu diesem Denkmal hochladen | Häuslerhaus                                                        | Querstraße 9 (Karte)          | 1. Drittel 19. Jahrhundert                                              | Eines der wenigen, in gutem Zustand erhaltenen Häuslerhäuser in Oberrossau. Zweigeschossig, Satteldach, rückseitig abgeschleppt und durch quer orientierten Anbau erweitert, Erdgeschoss aufgemauert und verputzt, teilweise überformt, Obergeschoss ganz holzverschalt, kleine Fenstergrößen, zum Teil alte Holzfenster. | 09244424 |
| Direkt Bild zu diesem Denkmal hochladen | Häusleranwesen                                                     | Waldblick 1 (Karte)           | Um 1800                                                                 | Wohnhaus wertvoll auf Grund seines original erhaltenen Fachwerkobergeschosses, ortsbildprägend. Zweigeschossiger Bau, Satteldach, Erdgeschoss durch einige Fenstereinbrüche entstellt, Obergeschoss in Fachwerkkonstruktion, Giebel verbrettert, Obergeschoss nach hinten zu verschiefert. | 09244432 |
| Direkt Bild zu diesem Denkmal hochladen | Wohnstallhaus eines Vierseithofes                                  | Waldblick 4 (Karte)           | 2. Hälfte 19. Jahrhundert                                               | Großer repräsentativer Bau, wertvoll und bemerkenswert auf Grund neorenaissancistischer Gestaltungselemente. Zweigeschossiger Bau mit Schopfwalmdach, Fenster und Bogenabschluss im Erdgeschoss, zwei Eingänge, Dacherker mit Volute und Muschelelement, Ziegelfries unterhalb des Daches und als Giebeleinrahmung, im Giebel zur Dorfseite: Drillingsfenster, außergewöhnliche Architektur für diese Gemeinde. | 09244431 |
| Direkt Bild zu diesem Denkmal hochladen | Seitengebäude eines Vierseithofes (traufseitig zur Straße stehend) | Waldblick 18 (Karte)          | 1. Drittel 19. Jahrhundert                                              | Weitgehend original erhaltenes Fachwerkgebäude von hausgeschichtlicher Bedeutung. - Seitengebäude: zweigeschossiger Bau mit schönem Fachwerkobergeschoss, originale Fenster, Dach verschiefert, Fachwerk zur Straße hin verputzt - ehemaliges Wohnstallhaus (Abbruch 2000): ursprünglich links der Hofzufahrt giebelseitig zur Straße stehend, zweigeschossiger Bau mit Satteldach, Erdgeschoss in Stein, Obergeschoss in Fachwerk, im Erdgeschoss Porphyrportal mit vorkragendem Gebälk, Fenster mit Porphyrgewänden, giebelsieit durch Scheunenanbau verlängert | 09244433 |

## Schönborn-Dreiwerden
| Bild                                    | Bezeichnung | Lage | Datierung | Beschreibung | ID       |
| --------------------------------------- | --- | --- | --- | --- | -------- |
| Direkt Bild zu diesem Denkmal hochladen | Altbergbaugebiet im Oberlauf des Bleibaches | (Flurstücke 319, 513, 351a) (Karte) | 13. Jahrhundert | Altbergbaugebiet im Oberlauf des Bleibaches | 08955704 |
| Direkt Bild zu diesem Denkmal hochladen | Mundloch des Wildemannstollens | (Flurstück 512) (Karte) | Vor 1775 | Rekonstruiert 1983–1985, entwässerte vor 1775 drei Gruben | 08955702 |
| Weitere Bilder                          | Schachtanlage des Alte Hoffnung Erbstollns mit Schachtkopf Clementine, Schachtkopf Erzrolle, Fundamente eines Schornsteins, zwei Kesselhäusern, Herrmannschacht, Treibeschacht, Scheidebank, Schmiede, Gezähhaus, Schneidemühler und Mundloch | (Flurstück 527) (Karte) | Ab 1695 | Bergbaugeschichtlich von Bedeutung. Mundloch aus Gneis, beschrifteter Schlussstein mit Wasserstandmarke 9. Juli 1854 (Sandstein). | 08955700 |
| Direkt Bild zu diesem Denkmal hochladen | Zentralschacht der mittelalterlichen Grubenanlage „Wildemann-Stolln“ mit Halde (Friedrich-Schacht) | (Flurstück 513) (Karte) | 1776–1781 | Bergbaugeschichtlich von Bedeutung. Datierung unbekannt, Nachbau einer Schachtkaue. | 08955701 |
| Direkt Bild zu diesem Denkmal hochladen | Diebshäusel-Tagschacht | (Flurstück 513) (Karte) | Vor 18. Jahrhundert                                                                                                | Vor dem 18. Jahrhundert selbständige Bergwerksanlage, Halde und Mundloch des Stollens | 08955698 |
| Direkt Bild zu diesem Denkmal hochladen | Bergbaustollen | (Flurstück 512) (Karte) | 18. Jahrhundert | Sehr alter, stark gewundener Stollen von bergbauhistorischem Wert | 08955699 |
| Weitere Bilder                          | Trassenverlauf der Erzgrubenbahn | (Schönborn-Dreiwerden) (Karte) | 1858/1859 | Alte Hoffnung | 08955639 |
| Direkt Bild zu diesem Denkmal hochladen | Wohnhaus, ehemaliges Armenhaus und Schule | Bergstraße 1 (Karte) | 2. Drittel 19. Jahrhundert                                                                                         | Fachwerkgebäude, einziger Bau in der Aue, bau- und ortsgeschichtlich von Bedeutung. Erdgeschoss massiv, verändert, Obergeschoss Fachwerk, Giebeldreieck verkleidet, Eingangsvorbau. | 08955659 |
| Direkt Bild zu diesem Denkmal hochladen | Zwei Fabrikantenvillen (Bergstraße 18, Bergstraße 20) und Villengarten mit Einfriedung | Bergstraße 18, 20 (Karte) | 1910–1920 (Bergstraße 18); Anfang 20. Jahrhundert (Bergstraße 20)                                                  | Von ortshistorischer, bauhistorischer und gartenkünstlerischer Bedeutung | 08955640 |
| Direkt Bild zu diesem Denkmal hochladen | Friedhofskapelle und Kriegerdenkmal | Dorfstraße 1c (Karte) | 1920er Jahre | Saniert. Kriegerdenkmal für die Gefallenen des Ersten und Zweiten Weltkrieges mit Allee geschnittener Sommer-Linden. | 08955645 |
|                                         | Schule | Dorfstraße 38 (Karte) | Letztes Drittel 19. Jahrhundert                                                                                    | Stattlicher Schulbau, bestimmt das Straßenbild, ortshistorische Bedeutung. Zweigeschossiger Bau, neun zu vier Achsen, gegiebelter Mittelrisalit, Eingangsportikus auf dorischen, kannelierten Säulen, im Giebel Zwillingsfenster, Glockenturm mit Zierfachwerk, Mauer: kräftiges Polygonmauerwerk, darüber Zaunpfeiler aus Klinker. | 08955646 |
| Direkt Bild zu diesem Denkmal hochladen | Grenzstein | Feldstraße (Karte) | 1788 | Kleiner Grenzstein aus Schiefer, ortsgeschichtlich von Bedeutung. Rückseite N 1331 (Fln.). | 08955651 |
| Direkt Bild zu diesem Denkmal hochladen | Nebengebäude (Auszugshaus) eines Vierseithofes | Feldstraße 6 (Karte) | 2. Hälfte 19. Jahrhundert                                                                                          | Wichtig für die Ortsstruktur. - Wohnstallhaus: Erdgeschoss massiv, Obergeschoss Fachwerk, verputzt, Krüppelwalmdach - Nebengebäude mit Wohnmöglichkeit: Erdgeschoss massiv, Porphyrgewände, Obergeschoss Fachwerk, Außenseiten Schiefer, alte Fenster Teilstreichung 2004: Wohnstallhaus. | 08955648 |
| Direkt Bild zu diesem Denkmal hochladen | Wohnstallhaus eines Dreiseithofes mit Einfriedung | Feldstraße 8 (Karte) | 1900 | Heimatgeschichtlicher Wert. - Wohnhaus: massiv, zweigeschossig, profilierte Gewände mit Ohrungen, alte Fenster, Palladiomotiv im Giebel, Dach Schiefer, originaler Putz - Nebengebäude: massiv, Stallscheunen, verputzt, Porphyrgewände, Okulus - Einfriedung: Klinkermauer mit Pfeilern, sehr guter Zustand Teilstreichung 2004: Seitengebäude. | 08955649 |
| Weitere Bilder                          | Huthaus der Schächte „Alte Hoffnung“ und „Segen Gottes“, Sachsenburg | Feldstraße 13 (Karte) | Vor 1870 Fachwerk                                                                                                  | Ortsgeschichtlich bedeutend. Neunachsig, zweigeschossig, Steingewände, gemeinsames Verwaltungsgebäude für die Gruben Sachsenburg, Biensdorf, Krumbach, Schönborn und Dreiwerden. Glockenturm um 1960 abgerissen. | 08955656 |
| Direkt Bild zu diesem Denkmal hochladen | Wohnstallhaus, Stallscheune, Seitengebäude und Torbogen eines Vierseithofes | Feldstraße 14 (Karte) | Bezeichnet mit 1842                                                                                                | Strukturbildender Fachwerkhof. - Wohnstallhaus: Erdgeschoss massiv, profilierte Gewände (Porphyrtuff), originales Fachwerk, teils verkleidet, Lastenaufzug, Giebel verkleidet, Krüppelwalmdach - Nebengebäude: Erdgeschoss massiv, Obergeschoss Fachwerk, verputzt, neue Steingewände (saniert) - Stallscheune: Erdgeschoss massiv, Obergeschoss Fachwerk, verputzt, saniert, Torbogen: Porphyrtuff mit Schlussstein | 08955652 |
| Direkt Bild zu diesem Denkmal hochladen | Wohnhaus | Feldstraße 36 (Karte) | 2. Hälfte 19. Jahrhundert                                                                                          | Obergeschoss Fachwerk verkleidet, baugeschichtlich von Bedeutung. Obergeschoss drei Seiten Fachwerk, verkleidet, Erdgeschoss verändert. | 08955654 |
| Direkt Bild zu diesem Denkmal hochladen | Wohnhaus | Feldstraße 42 (Karte) | Bezeichnet mit 1808 (?)                                                                                            | Obergeschoss Fachwerk, sehr gute originale Substanz, baugeschichtlich von Bedeutung. Erdgeschoss massiv, Porphyrgewände, profilierter Türsturz (bezeichnet mit „18...8“), Winterfenster, Obergeschoss Fachwerk, verputzt, Originalfenster, alter Putz, Giebeldreieck verbrettert. | 08955655 |
| Direkt Bild zu diesem Denkmal hochladen | Forsthaus | Feldstraße 44 (Karte) | Ende 19. Jahrhundert                                                                                               | Im Schweizer Stil, heimatgeschichtliche Bedeutung. Eingeschossiger Bau auf unregelmäßigem Grundriss, Dachausbau, Holzverkleidung im Giebel, Risalit, Klinkerbänderung. | 08955657 |
| Direkt Bild zu diesem Denkmal hochladen | Wohnstallhaus eines Bauernhofes | Frankenberger Landstraße 21 (Karte) | 1. Hälfte 19. Jahrhundert                                                                                          | Relikt der Holzbauweise im Ortsteil, baugeschichtlich von Bedeutung. Erdgeschoss massiv, profilierte Gewände, Obergeschoss Fachwerk, verschiefert, originale Fenstergrößen. | 08955664 |
| Weitere Bilder                          | Wohnsiedlung Dreiwerden (Sachgesamtheit) | Lindenweg 1, 2, 3, 4, 5, 6, 7, 8, 9,10, 12, 13, 14, 15, 16, 17, 18, 19, 20, 21, 22, 23, 25, 27, 29, 31 (Neuschönborner Weg 1, 2, 3, 5, 7; Zum Zschopautal 1, 5, 7, 12, 16, 18, 20, 22, 24, 26, 28, 30, 32, 34, 36, 38, 40, 42, 44, 46, 48, 50, 52, 54, 56, 58, 60, 62, 64, 66, 68, 70, 72) (Karte) | 1907–1921 | Sachgesamtheit Wohnsiedlung Dreiwerden mit folgenden Einzeldenkmalen: 24 Wohnhäuser einer Siedlung (Lindenweg 1–31, 08955637; Neuschönborner Weg 1–7, 09301297; Zum Zschopautal 5–72, 08955636, ein weiteres Gebäude als Sachgesamtheitsteil = Neuschönborner Weg 2/Zum Zschopautal 1); nach englischem Vorbild errichtete Siedlungshäuser, im Zusammenhang mit Bau der Papierfabrik Dreiwerden entstanden, ortshistorisch, industrie- sowie sozialgeschichtlich von Bedeutung | 09301298 |
| Weitere Bilder                          | Zwölf Wohnhäuser einer Siedlung (Einzeldenkmale der Sachgesamtheit 09301298) | Lindenweg 1, 2, 3, 4, 5, 6, 7, 8, 9,10, 11, 12, 13, 14, 15, 16, 17, 18, 19, 20, 21, 22, 23, 25, 27, 29, 31 (Karte) | 1907–1921, Planung 1904–1906                                                                                       | Einzeldenkmale der Sachgesamtheit Wohnsiedlung Dreiwerden; nach englischem Vorbild errichtete Siedlungshäuser, im Zusammenhang mit Bau der Papierfabrik Dreiwerden entstanden, ortshistorisch, industrie- sowie sozialgeschichtlich von Bedeutung. Differenzierung der Baublöcke durch Funktion, Geschosshöhe und Fassadengliederung, Stellung der Häuser ergibt Höfe und kleine Vorgärten. Der Topografie folgende Anlage entlang ansteigender Straßen (Zum Zschopautal, Lindenweg). Entsprechend der Bauzeit von 1907 bis 1921 tragen Baukörper und Fassade zeittypische Gliederungselemente. Kennzeichnend sind große Putzflächen, asymmetrische Vorsprünge und Giebel sowie flache Dachneigung. Charakteristisch ist die vielgestaltige Dachlandschaft durch Reduktion der Fassadenfläche. Einige Gebäude treten innerhalb der genannten Typen eher zurück, sind schlichter gestaltet und zeigen eher Zurückhaltung in Gestaltung und Ausführung (Klinkersockel, große Putzflächen, Dachhecht). Die Gebäude entlang des Lindenwegs sind mit vielen Vor- und Rücksprüngen und Risaliten mit Schweifgiebeln gekennzeichnet. Weiterhin gibt es Doppelmietshäuser oder kleinere Mietshäuser mit asymmetrischer Gliederung, barockisierender Putzgliederung, einige davon sind sehr schlicht gestaltet. Information von R. Uhlig, Erfassung Industriedenkmale 1994: - Papierfabrik Dreiwerden GmbH - Ehem. Fa. Weidemüller - sowie Turbinenstation, Werksiedlungen und Unternehmerwohnhaus Fa. Weidemüller gegründet 1906; Lage: an der Zschopau oberhalb von Mittweida rechts. Bestandsschutz und Erhaltungssatzung für Werksiedlung gibt es, förmliches Sanierungsgebiet wird beschlossen, Privatisierung der Werksiedlung innerhalb von 20 Jahren (Pilotprojekt Innenministerium). | 08955637 |
| Direkt Bild zu diesem Denkmal hochladen | Vier Wohnhäuser einer Siedlung (Einzeldenkmale der Sachgesamtheit 09301298) | Neuschönborner Weg 1, 3, 5, 7 (Karte) | 1907–1921, Planung 1904–1906                                                                                       | Einzeldenkmale der Sachgesamtheit Wohnsiedlung Dreiwerden; nach englischem Vorbild errichtete Siedlungshäuser, im Zusammenhang mit Bau der Papierfabrik Dreiwerden entstanden, ortshistorisch, industrie- sowie sozialgeschichtlich von Bedeutung. Denkmaltext siehe Lindenweg 1–31. | 09301297 |
| Direkt Bild zu diesem Denkmal hochladen | Wohnstallhaus, Stallscheune, Scheune und Wohnhaus eines Vierseithofes | Schulstraße 15, 17 (Karte) | Bezeichnet mit 1848 (Wohnstallhaus); um 1848 (Stallscheune); 2. Hälfte 19. Jahrhundert (Scheune und Seitengebäude) | Weitgehend Originalsubstanz, entscheidend bildprägender Hof. - Wohnstallhaus (bezeichnet mit 1848 im Schlussstein C G K): Erdgeschoss massiv, Porphyrgewände, Türgewände korbbogig mit Schlussstein, Obergeschoss Fachwerk, Giebel Schiefer, Krüppelwalmdach - Nebengebäude: Erdgeschoss massiv, Porphyrgewände, originale Türen, Obergeschoss Fachwerk, verputzt, drei Laternen, Krüppelwalmdach - Stallscheune: Erdgeschoss massiv, Garage, Obergeschoss Fachwerk, Schiebefenster, massiver Aufgang hofseitig - Scheune: massiv, verputzt, Krüppelwalmdach | 08955658 |
| Weitere Bilder                          | Mühlgraben mit Technik und Turbinenhaus der ehemaligen Papierfabrik Dreiwerden | Talstraße (Karte) | 1906–1907 | Orts- und industriegeschichtlich von Bedeutung. Turbinenhaus über dem Mühlgraben eingeschossiger Putzbau mit Blendbogen im Drempel, zwei Lüftungstürmchen, Walmdach, Dachüberstand. Information von R. Uhlig, Erfassung Industriedenkmale 1994: Papierfabrik Dreiwerden GmbH; Ehem. Fa. Weidemüller sowie Turbinenstation, Werksiedlungen und Unternehmerwohnhaus. Fa. Weidemüller gegründet 1906; Lage: an der Zschopau oberhalb von Mittweida rechts. Bestandsschutz und Erhaltungssatzung für Werksiedlung gibt es, förmliches Sanierungsgebiet wird beschlossen, Privatisierung der Werksiedlung innerhalb von 20 Jahren (Pilotprojekt Innenministerium). | 08955631 |
|                                         | Ehemalige Betriebsgaststätte der Papierfabrik Dreiwerden mit Nebengebäude | Talstraße 1 (Karte) | Letztes Drittel 19. Jahrhundert                                                                                    | Ortsgeschichtlich von Bedeutung. Zweigeschossiger Putzbau auf Polygonsockel im Schweizer Stil, Drempel, Steingewände, Zwerchhaus, ursprünglich unter Hausnummer 2 erfasst. | 08955633 |
| Weitere Bilder                          | Wasserwerk | Wasserwerk 1 (Karte) | Ende 19. Jahrhundert                                                                                               | Nahe dem Ufer der Zschopau, aufwendig gestalteter Bau im Schweizer Stil von bau- und ortsgeschichtlichem Wert. Aufwendiger, zweigeschossiger Putzbau im Schweizer Stil auf unregelmäßigem Grundriss und nahezu allen Originalteilen, Drillingsfenster, mit großen Fenstern, diverse Balkons, Holzverbretterung, Dachüberstand, Dachhäuschen, Gaupen, drei Türmchen, Fensterläden, reiche Portalgestaltung mit Froschkönig vor Muschel, mit Quaderung, doppelte Biberschwanzdeckung, Saalbau mit Walmdach (späterer Anbau). | 08955638 |
|                                         | Wohnstallhaus eines Vierseithofes | Wolfsberg 1 (Karte) | 18. Jahrhundert | Obergeschoss Fachwerk, großer Vierseithofes am Wolfsberg, landschaftsprägend, bau- und heimatgeschichtlich von Bedeutung. Großer, alter Baukörper, Erdgeschoss massiv, Obergeschoss strebenreiches Fachwerk, am Giebel Fachwerk, großes Krüppelwalmdach, teils alte Fenster. | 08955663 |
| Weitere Bilder                          | Direktorenwohnhaus (Nr. 12) und 31 Wohnhäuser einer Siedlung (Einzeldenkmale der Sachgesamtheit 09301298) | Zum Zschopautal 5, 7, 12, 16, 18, 20, 22, 24, 26, 28, 30, 32, 34, 36, 38, 40, 42, 44, 46, 48, 50, 52, 54, 56, 58, 60, 62, 64, 66, 68, 70, 72 (Karte) | 1907–1921, Planung 1904–1906                                                                                       | Einzeldenkmale der Sachgesamtheit Wohnsiedlung Dreiwerden; im Zusammenhang mit Bau der Papierfabrik Dreiwerden entstanden, nach englischem Vorbild errichtete Siedlungshäuser, ortshistorisch, industrie- sowie sozialgeschichtlich von Bedeutung. Denkmaltext siehe Lindenweg 1–31. - Nummer 12: Wohn- und Bürogebäude (Direktorenvilla): traditionell gestaltetes Gebäude, eingeschossig, Mansardwalmdach mit Zwerchgiebeln, hölzerne Laube als Eingangsvorbau - Nebengebäude: kleiner Bau im Schweizer Stil auf Hakengrundriss, Krüppelwalmdach | 08955636 |
| Weitere Bilder                          | Fabrikgebäude (ehemals Papierfabrik Dreiwerden) | Zum Zschopautal 10 (Karte) | 1906–1907 | Fabrik ein langgestreckter Klinkerbau auf Hakengrundriss, orts- und industriegeschichtlich von Bedeutung. - Fabrikgebäude: langgestreckter, dreigeschossiger Längsbau mit Risaliten, deutlich ablesbare Funktionsteilung, Blendbogengliederung, Kranz- und Gurtgesimse, Thermenfenster, bergseitig mehrfache Staffelung des Baukörpers, ein Querriegel, Zwei- oder Dreifenstergruppen, flankiert von Wandvorlagen, mehrfach gestuftes Kranzgesims - Pförtnerhaus (zwischen 2017 und 2024 aus der Denkmalliste gestrichen): eingeschossig mit Walmdach, dreiseitiger Vorbau, Klinkersockel, zur Fabrik doppelte Bogenstellung auf Pfeiler | 08955630 |
|                                         | Großes Mietshaus/Wohnhaus | Zum Zschopautal 11 (Karte) | Um 1915 | Im Schweizer Stil, elementarer Teil der Bebauung oberhalb der Siedlung | 08955643 |

## Seifersbach
| Bild                                    | Bezeichnung                                                                                    | Lage                          | Datierung                                                                        | Beschreibung | ID       |
| --------------------------------------- | ---------------------------------------------------------------------------------------------- | ----------------------------- | -------------------------------------------------------------------------------- | --- | -------- |
| Weitere Bilder                          | Kirche mit Ausstattung, Kriegerdenkmal sowie drei Lindenpaaren vor der Kirche                  | Hintere Dorfstraße (Karte)    | 1826–1828 (Kirche und Kanzelaltar); 1827 (Orgel); nach 1918 (Kriegerdenkmal)     | Große Saalkirche mit Westturm, das Ortsbild prägend durch ihre exponierte Lage. Innen- und Außengestaltung weitgehend erhalten, Gliederung des Putzbaues durch Elemente aus Hilbersdorfer Porphyrtuff. Die Dorfkirche Seifersbach ist ein barock-klassizistischer Bau aus den Jahren 1826–1828 von dem bedeutenden sächsischen Kirchenbaumeister Christian Friedrich Uhlig. Das große, rechteckige Kirchenschiff schließt sich an einen beachtlichen Westturm mit Haube, Laterne und zwiebelförmigem Turmabschluss an. Die Ausmaße sind wie bei allen Uhlig-Kirchen für das kleine Dorf beachtlich. Da die Kirche oberhalb der Ortslage auf einer Anhöhe steht, prägt sie das Landschaftsbild weithin. Insofern stellt der Kirchenbau ein beachtliches Zeugnis der Kirchenbaukunst im 3. Jahrzehnt des 19. Jahrhunderts. | 08955683 |
|                                         | Pfarrhaus                                                                                      | Hintere Dorfstraße 2 (Karte)  | Bezeichnet mit 1861, innen um 1900                                               | Original erhaltener Putzbau von ortsgeschichtlicher und städtebaulicher Bedeutung. Zweigeschossig, verputzt, Porphyrgewände, Tafel über der Tür, doppeltes Gurtgesims, Kranzgesims, im Giebel Rundbogen-Drillingsfenster, Okuli, im Innern um 1900 umgestaltet. Tafel: „18 unter Gottes Beistand erbauet und unter Gottes Gnade und Segen gestellet 61“. | 08955682 |
| Direkt Bild zu diesem Denkmal hochladen | Stallscheune, Scheune und Einfriedung eines Dreiseithofes                                      | Hintere Dorfstraße 11 (Karte) | 1. Hälfte 19. Jahrhundert (Seitengebäude); 2. Hälfte 19. Jahrhundert (Scheune)   | Originale Bausubstanz, bildprägend. Beide Gebäude als Haken aneinandergebaut. - Stallscheune: Erdgeschoss massiv, Obergeschoss Fachwerk, zweiriegelig, strebenreich, alte Fenster - Scheune: Fachwerk mit Drempel, böhmisch verbretterte Tore, doppelte Biberschwanzdeckung - Einfriedung: Klinkermauer mit Pfeilern | 08955681 |
| Direkt Bild zu diesem Denkmal hochladen | Seitengebäude (links neben dem Eingang)                                                        | Hintere Dorfstraße 13 (Karte) | 2. Hälfte 18. Jahrhundert                                                        | Alte Konstruktionsart. Alter Baukörper, Erdgeschoss massiv, Giebel massiv, zwei Seiten Fachwerk, kräftige Ständer, zweiriegelig, beide Nebengebäude: Erdgeschoss massiv, Obergeschoss bzw. Drempel, Fachwerk, alte Fenster - Scheune: Fachwerk, Teilstreichung 2004: Wohnstallhaus (hintere Hofseite), Nebengebäude und Seitengebäude - Wohnhaus: schon zum Erfassungszeitpunkt im Erdgeschoss gravierend verändert, giebelseitig erweitert, ohne Fachwerk im Obergeschoss, andere Giebelseite Fachwerk im Obergeschoss nicht erhalten - Seitengebäude: zu schlicht, ohne baugeschichtlichen Wert, ein Seitengebäude (links neben dem Eingang) bleibt Denkmal | 08955680 |
| Direkt Bild zu diesem Denkmal hochladen | Wohnhaus einer ehemaligen Wassermühle (ehemals Marienmühle, Hellochmühle)                      | Marienmühle 1 (Karte)         | Bezeichnet mit 1862 (Sturz)                                                      | Im Tal am Seifersbach, von ortsgeschichtlicher Bedeutung. Zweigeschossig, Bruchsteine, verputzt, Porphyrgewände an Tür und Fenstern, profilierter Sturz mit Zahnschnitt, Giebel Zierfachwerk, Krüppelwalmdach, zwei Gaupen, originale Fenster, ehemals oberschlächtiges Wasserrad mit zwei Zuläufen. | 08955694 |
| Direkt Bild zu diesem Denkmal hochladen | Zwei Stallscheunen, Scheune und zwei Torbögen eines Vierseithofes                              | Nordstraße 39 (Karte)         | Mitte 19. Jahrhundert                                                            | Gute Fachwerksubstanz in exponierter Lage. - Scheune: Fachwerk mit Drempel, Krüppelwalmdach - Stallscheune: Erdgeschoss massiv, noch einige Porphyrgewände, Obergeschoss und Giebel Fachwerk, originale Fenstergrößen - Stallscheune: Erdgeschoss massiv, noch einige Porphyrgewände, Obergeschoss und Giebel Fachwerk, verkleidet, Dachhecht | 08955685 |
| Direkt Bild zu diesem Denkmal hochladen | Wohnhaus                                                                                       | Rossauer Straße 5 (Karte)     | Letztes Drittel 19. Jahrhundert                                                  | Obergeschoss Fachwerk, baugeschichtlich und straßenbildprägend von Bedeutung. Zweigeschossig, relativ hoher Bau, Erdgeschoss massiv, Porphyrgewände, profilierter Türsturz, Obergeschoss Fachwerk mit Drempel, drei Seiten Schiefer, mittiger Dachausbau (gegiebelt). | 08955665 |
| Direkt Bild zu diesem Denkmal hochladen | Wohnstallhaus, Scheune und Stallscheune eines Vierseithofes                                    | Rossauer Straße 7 (Karte)     | Um 1800 (Wohnstallhaus und Seitengebäude); bezeichnet mit 16. Mai 1801 (Scheune) | Bestandteil der älteren Ortsbebauung. - Wohnstallhaus (giebelständig zur Straße): alter Baukörper, Erdgeschoss massiv, Obergeschoss Fachwerk, teils liegende Fenster - Scheune (im rechten Winkel zum Wohnhaus, feldseitig): Sockel Bruchstein, zum Feld hin ganz Fachwerk, teils verbrettert, Bauzustand schlecht, teilweise saniert - Nebengebäude (traufständig zur Straße, straßenseitig): Erdgeschoss massiv, Porphyrgewände, Obergeschoss Fachwerk, teils originale Fenster, originale Tür, Giebel verkleidet | 08955666 |
| Direkt Bild zu diesem Denkmal hochladen | Wohnstallhaus                                                                                  | Rossauer Straße 15 (Karte)    | Um 1800                                                                          | Fachwerkhaus in erhöhter Lage, baugeschichtlich und ortsbildprägend von Bedeutung. Erdgeschoss massiv, teils Porphyrgewände, Obergeschoss Fachwerk mit recht kräftigen Ständern, ein Giebel massiv, der andere dekorativ verschiefert, je ein liegendes Fenster im Erdgeschoss und Obergeschoss, feldseitig Backofen mit Schornstein. | 08955668 |
| Direkt Bild zu diesem Denkmal hochladen | Ausgedinge und Stallscheune eines Vierseithofes                                                | Rossauer Straße 17 (Karte)    | Um 1800 (Auszugshaus); 2. Hälfte 19. Jahrhundert (Stallscheune)                  | Beispiel für die Holzbauweise. - Ausgedinge: Erdgeschoss massiv, Porphyrgewände, Obergeschoss Fachwerk verkleidet, Giebel verbrettert, alte Fenster - Stallscheune: Erdgeschoss massiv, teils Porphyrgewände, im Giebel Drillingsfenster, sonst Fachwerk, verkleidet | 08955669 |
| Direkt Bild zu diesem Denkmal hochladen | Seitengebäude eines Dreiseithofes                                                              | Rossauer Straße 20 (Karte)    | Mitte 19. Jahrhundert                                                            | Ländliches Wirtschaftsgebäude in zeittypischer Fachwerkbauweise. Erdgeschoss Bruchstein mit Porphyrgewänden, Durchfahrt, Obergeschoss Fachwerk, verkleidet, Lastenaufzug. | 08955679 |
| Direkt Bild zu diesem Denkmal hochladen | Wohnstallhaus eines Vierseithofes                                                              | Rossauer Straße 23 (Karte)    | Um 1800                                                                          | Intakter Fachwerkbau mit heimatgeschichtlichem Wert. Massives Erdgeschoss mit liegenden Fenstern, Obergeschoss Fachwerk, rundum verkleidet, originale Fenster, Krüppelwalmdach. | 08955670 |
| Direkt Bild zu diesem Denkmal hochladen | Wohnstallhaus und zwei Stallscheunen und Torpfeiler mit Bekrönung eines Bauernhofes            | Rossauer Straße 30 (Karte)    | Um 1800 (Wohnstallhaus); um 1830 (Seitengebäude)                                 | Beispiel der Holzbauweise, prägt die Ortseinfahrt. - Seitengebäude: Beide Gebäude auf Hakengrundriss, Erdgeschoss massiv, Obergeschoss hofseitig Fachwerk mit Ladeluken, Giebel und Außenseiten verbrettert, Krüppelwalmdach - Wohnstallhaus: schlichter und zeittypischer Fachwerkbau mit massivem Erdgeschoss ohne wesentliche Bauveränderungen, wichtig als Teil des recht gut erhaltenen Bauernhofes | 08955676 |
| Direkt Bild zu diesem Denkmal hochladen | Wohnstallhaus und Seitengebäude eines Bauernhofes sowie Torbogen feldseitig und Hofpflasterung | Rossauer Straße 33 (Karte)    | Mitte 19. Jahrhundert                                                            | Landschaftstypische Hofanlage von landschaftsprägender und heimatgeschichtlicher Bedeutung. - Wohnstallhaus: 9 zu 4 Achsen, Erdgeschoss verändert (Bruchsteine), Obergeschoss Fachwerk, flache Dachneigung, Krüppelwalmdach - Nebengebäude: Erdgeschoss massiv, Obergeschoss Fachwerk. Beide Gebäude vernachlässigt. | 08955703 |
| Direkt Bild zu diesem Denkmal hochladen | Häuslerhaus                                                                                    | Rossauer Straße 37 (Karte)    | Mitte 19. Jahrhundert                                                            | Fachwerkwohnhaus, Teil der älteren Dorfbebauung. Erdgeschoss massiv, Obergeschoss rundum Fachwerk, zwei Seiten und Giebel, dekorativ verschiefert, originale Fenstergrößen, massiver eingeschossiger Anbau (ehemaliges Backhaus). | 08955674 |
| Direkt Bild zu diesem Denkmal hochladen | Wohnhaus                                                                                       | Rossauer Straße 45 (Karte)    | 1. Hälfte 19. Jahrhundert                                                        | Obergeschoss Fachwerk, ursprüngliches Aussehen bewahrt, deshalb heimatgeschichtlich bedeutend. Massives Erdgeschoss, Porphyrgewände, Winterfenster, Obergeschoss Fachwerk, unregelmäßiger Drempel, Giebel verbrettert, Dach Schiefer. | 08955675 |
| Direkt Bild zu diesem Denkmal hochladen | Wohnstallhaus eines Häusleranwesens, mit Anbau                                                 | Rossauer Straße 53 (Karte)    | 1. Hälfte 19. Jahrhundert                                                        | Kleiner Hakenhof, Wohnstallhaus Obergeschoss Fachwerk verkleidet, kleiner Fachwerkanbau, prägt die Ortseinfahrt, sozialgeschichtlich von Bedeutung. Erdgeschoss massiv, Obergeschoss Fachwerk, verkleidet, originale Fenstergrößen, Anbau Fachwerk, teils verbrettert. | 08955678 |
| Direkt Bild zu diesem Denkmal hochladen | Scheune eines Vierseithofes                                                                    | Schönborner Straße 21 (Karte) | Beginnendes 18. Jahrhundert                                                      | Fachwerkbau mit aufgeblatteten Streben sowie Tordurchfahrt zum Feld von baugeschichtlichem Wert. Eingeschossiges Fachwerkgebäude mit Satteldach, Tordurchfahrt zum Feld, relativ alte Fachwerkkonstruktion mit aufgeblatteten Streben und steilem Satteldach, giebelseitig massiv erweitert, vermutlich um 1700 erbaut und damit eine der ältesten Scheunen des Dorfes. | 09302580 |
| Direkt Bild zu diesem Denkmal hochladen | Häusleranwesen mit hoher Stützmauer entlang der Straße                                         | Schönborner Straße 24 (Karte) | Anfang 19. Jahrhundert                                                           | Fachwerk-Doppelwohnhaus, Teil der älteren Ortsbebauung. Besteht aus zwei Häusern, die heute durch einen Eingang erschlossen werden, Erdgeschoss massiv, Porphyrgewände an Tür und Fenstern, profilierter Sturz, Obergeschoss Fachwerk, rundum verschiefert, Giebel Schiefer, Frackdach. | 08955686 |
| Direkt Bild zu diesem Denkmal hochladen | Wohnstallhaus eines Vierseithofes                                                              | Schönborner Straße 39 (Karte) | Ende 18. Jahrhundert                                                             | Heimatgeschichtlicher und wissenschaftlich-dokumentarischer Wert. Alter Baukörper, Erdgeschoss massiv – Bruchsteine, Porphyrgewände, Obergeschoss Fachwerk verputzt, vermutlich einriegelig, hoch liegende originale Fenster, Außenseiten Schiefer, ehemals Backofenanbau, Dach Schiefer, Schuppenanbau aus Bruchsteinen mit Pultdach. | 08955691 |
| Direkt Bild zu diesem Denkmal hochladen | Stallscheune eines Vierseithofes                                                               | Schönborner Straße 47 (Karte) | Um 1900                                                                          | Beispiel für die späte Holzbauweise. Erdgeschoss massiver Steinsockel, Obergeschoss rundum Fachwerk, originale Fenster, Klinkerausgleichsbögen, Außenseite verbrettert. | 08955690 |
| Direkt Bild zu diesem Denkmal hochladen | Wohnstallhaus und Schuppen (mit neuem Wohnstallhaus verbunden) eines Bauernhofes               | Schönborner Straße 48 (Karte) | 1. Hälfte 19. Jahrhundert                                                        | Fachwerkbauten, Teil der älteren Ortsbebauung, baugeschichtlich von Bedeutung. - Wohnstallhaus: Erdgeschoss massiv, Obergeschoss Fachwerk mit Drempel, verkleidet - Wohnstallhaus: Erdgeschoss massiv, teils Porphyrgewände, Winterfenster, Obergeschoss Sichtfachwerk, Krüppelwalmdach - Schuppen/Stall: zwischen beiden Häusern, teils Fachwerk, teils massiv. | 08955688 |

## Weinsdorf
| Bild                                    | Bezeichnung                                                                                          | Lage                     | Datierung                                                     | Beschreibung | ID       |
| --------------------------------------- | --- | ------------------------ | ------------------------------------------------------------- | --- | -------- |
| Direkt Bild zu diesem Denkmal hochladen | Häusleranwesen                                                                                       | Am Eichberg 2 (Karte)    | 1. Hälfte 19. Jahrhundert                                     | Bemerkenswert unverändertes Häuslerhaus, dessen Obergeschoss vermutlich in Fachwerk konstruiert ist, von Bedeutung für das Ortsbild                                                                                   | 09244494 |
| Direkt Bild zu diesem Denkmal hochladen | Seitengebäude eines Vierseithofes                                                                    | Am Eichberg 3 (Karte)    | Um 1800                                                       | Auf Grund seiner markanten Lage und des straßenbildprägenden Fachwerkobergeschosses von Bedeutung | 09244495 |
| Direkt Bild zu diesem Denkmal hochladen | Wohnstallhaus eines ehemaligen Bauernhofes                                                           | Am Eichberg 4 (Karte)    | 18. Jahrhundert                                               | Wertvoll auf Grund der seltenen Fachwerkkonstruktion, mit gekreuzten Kopf- und Fußstreben sowie Stehende-Mann-Motiv, baugeschichtlich von Bedeutung                                                                   | 09244496 |
| Direkt Bild zu diesem Denkmal hochladen | Scheune und zwei Seitengebäude eines Vierseithofes                                                   | Am Eichberg 5 (Karte)    | Um 1800 (Seitengebäude); 2. Drittel 19. Jahrhundert (Scheune) | Außerordentlich geschlossene, wegen ihres Alters bemerkenswerte Anlage, alle Gebäude mit sichtbarer Fachwerkkonstruktion                                                                                              | 09244497 |
| Direkt Bild zu diesem Denkmal hochladen | Zwei Seitengebäude und Torbogen eines Vierseithofes                                                  | Am Eichberg 7 (Karte)    | 1. Hälfte 19. Jahrhundert                                     | Weitgehend original erhaltene Bauten, die Seitengebäude mit Fachwerkobergeschoss, bemerkenswerter Torbogen aus Porphyr                                                                                                | 09244461 |
| Direkt Bild zu diesem Denkmal hochladen | Vierseithof mit Wohnstallhaus, zwei Seitengebäude und Scheune sowie zwei zusätzlichen Seitengebäuden | Hauptstraße 1, 2 (Karte) | Mitte 19. Jahrhundert                                         | Bemerkenswerte einheitliche und geschlossene Anlage eines Vierseithofes, bestehend aus massiven Steinbauten und zwei Torbögen                                                                                         | 09244500 |
| Direkt Bild zu diesem Denkmal hochladen | Häusleranwesen                                                                                       | Hauptstraße 9 (Karte)    | 1. Drittel 19. Jahrhundert, um 1900 verändert                 | Ortsbildprägendes Fachwerkgebäude mit auffälligem Dacherkergiebel, ebenfalls aus Fachwerk | 09244463 |
| Direkt Bild zu diesem Denkmal hochladen | Häusleranwesen                                                                                       | Hauptstraße 21 (Karte)   | 2. Hälfte 17. Jahrhundert                                     | Durch sein Alter und seine seltene Fachwerkkonstruktion bemerkenswerter Bau in landschaftsbestimmender Lage an einer Straßenbiegung                                                                                   | 09244498 |
| Direkt Bild zu diesem Denkmal hochladen | Mühle sowie Teil des Mühlgrabens                                                                     | Liebenhain 1, 2 (Karte)  | 1777 (alter Schlussstein 1777 eingemauert)                    | Imposanter, langgestreckter Bau, bis zum zweiten Obergeschoss in Bruchstein gemauert, mit schönen Porphyrgewänden, mittlerer Bauteil besitzt zwei Porphyrgesimse sowie Portal mit Datierung und abschließendem Gebälk | 09244501 |

## Ehemalige Denkmäler

### Ehemaliges Denkmal (Oberrossau)
| Bild                                    | Bezeichnung | Lage                    | Datierung           | Beschreibung | ID       |
| --------------------------------------- | --- | ----------------------- | ------------------- | --- | -------- |
| Direkt Bild zu diesem Denkmal hochladen | Maschinen-Traktoren-Station, bestehend aus einem Verwaltungs- und Sozialgebäude, einer Werkstatt und einem Garagenkomplex für die auszuleihenden Landwirtschaftsmaschinen | Hauptstraße 150 (Karte) | Bezeichnet mit 1954 | An prominenter Stelle liegender Gebäudekomplex, qualitätvolle, schlichte Bauten, typisch traditionalistische Bauweise für die Architektur der DDR der 1950er Jahre. - Verwaltungsgebäude: zweigeschossiger Bau mit Satteldach, Porphyrportal, Segmentbogenabschluss mit Schlussstein (bezeichnet mit 1954), Bruchsteinsockel, der Rest ist verputzt - Werkstatt und Garagen: im rechten Winkel aneinanderstoßende Bauten mit Satteldach, große Fenster mit Segmentbogenabschluss, Betonung der Gebäudeecken durch Naturstein, aus der Fassadenflucht vortretend, Natursteinsockel Zwischen 2017 und 2024 aus der Denkmalliste gestrichen. | 09244418 |

### Ehemaliges Denkmal (Seifersbach)
| Bild                                    | Bezeichnung      | Lage                         | Datierung                 | Beschreibung | ID       |
| --------------------------------------- | ---------------- | ---------------------------- | ------------------------- | --- | -------- |
| Direkt Bild zu diesem Denkmal hochladen | Ehemalige Schule | Hintere Dorfstraße 1 (Karte) | 1. Hälfte 19. Jahrhundert | Ortsgeschichtlich bedeutend. Alter Baukörper, Erdgeschoss massiv, Obergeschoss 2/3 Fachwerk, verkleidet, Krüppelwalmdach. Zwischen 2017 und 2024 aus der Denkmalliste gestrichen. | 08955684 |

## Tabellenlegende
- Bild: Bild des Kulturdenkmals, ggf. zusätzlich mit einem Link zu weiteren Fotos des Kulturdenkmals im Medienarchiv Wikimedia Commons. Wenn man auf das Kamerasymbol klickt, können Fotos zu Kulturdenkmalen aus dieser Liste hochgeladen werden:
- Bezeichnung: Denkmalgeschützte Objekte und ggf. Bauwerksname des Kulturdenkmals
- Lage: Straßenname und Hausnummer oder Flurstücknummer des Kulturdenkmals. Die Grundsortierung der Liste erfolgt nach dieser Adresse. Der Link (Karte) führt zu verschiedenen Kartendiensten mit der Position des Kulturdenkmals. Fehlt dieser Link, wurden die Koordinaten noch nicht eingetragen. Sind diese bekannt, können sie über ein Tool mit einer Kartenansicht einfach nachgetragen werden. In dieser Kartenansicht sind Kulturdenkmale ohne Koordinaten mit einem roten bzw. orangen Marker dargestellt und können durch Verschieben auf die richtige Position in der Karte mit Koordinaten versehen werden. Kulturdenkmale ohne Bild sind an einem blauen bzw. roten Marker erkennbar.
- Datierung: Baubeginn, Fertigstellung, Datum der Erstnennung oder grobe zeitliche Einordnung entsprechend des Eintrags in der sächsischen Denkmaldatenbank
- Beschreibung: Kurzcharakteristik des Kulturdenkmals entsprechend des Eintrags in der sächsischen Denkmaldatenbank, ggf. ergänzt durch die dort nur selten veröffentlichten Erfassungstexte oder zusätzliche Informationen
- ID: Vom Landesamt für Denkmalpflege Sachsen vergebene, das Kulturdenkmal eindeutig identifizierende Objekt-Nummer. Der Link führt zum PDF-Denkmaldokument des Landesamtes für Denkmalpflege Sachsen. Bei ehemaligen Kulturdenkmalen können die Objektnummern unbekannt sein und deshalb fehlen bzw. die Links von aus der Datenbank entfernten Objektnummern ins Leere führen. Ein ggf. vorhandenes Icon  führt zu den Angaben des Kulturdenkmals bei Wikidata.

## Ausführliche Denkmaltexte
1. ↑  Zwei Fabrikantenvillen (Bergstraße 18, Bergstraße 20) und Villengarten mit Einfriedung in Schönborn-Dreiwerden:
  - Bergstraße 18: unregelmäßiger Grundriss, Sockel bossiert, Putzbau mit großem Krüppelwalmdach, Dachhäuschen, Gaupen, Putzgliederung, überwiegend originale Außenhaut, Biberschwanzdeckung
  - Bergstraße 20: unregelmäßiger Grundriss mit Vor- und Rücksprüngen, Porphyrsockel, Erdgeschoss verputzt, Risalit, reiche Dachlandschaft mit Verschieferung, originale Fenster, Fenstergitter, Türen etc., intakte Außenhaut (durchgefärbter Putz), Einfriedung mit Lattenzaun und Pfeilern
  - Villengarten:
    - Bauliche Schutzgüter: Einfriedung: Holzlattenzaun zur Straße
    - Erschließung:
      - Wegesystem: geschwungenen Wege, die die Villen Bergstraße 18 und 20 miteinander verbinden, Aufbau nicht mehr erkennbar, terrassierter Gartenbereich nordwestlich der Villa Bergstraße 20, der über eine Treppe von der Villa aus erreichbar ist

  - Zugänge:
    - Bergstraße 20: Zufahrt mit zweiflügeligem Holzlattentor, Pforte mit einflügeligem Holzlattentor, Torpfeiler aus verputztem Ziegelmauerwerk

  - Wasserelemente: achteckiges Schwimmbecken aus Beton im Zentrum der Terrasse Bergstrasse 20, Brunnen aus Bruchstein als Teil einer Stützmauer südwestlich der Villa Bergstrasse 18
  - Vegetation:
    - Baumbestand: alter Baumbestand im gesamten Garten, z. B. Winter-Linden (Tilia cordata), Kastanien (Aesculus hippocastanum), Berg-Ahorn (Acer pseudoplatanus), Feld-Ahorn (Acer campestre), Eschen (Fraxinus excelsior), Robinie (Robinia pseudoacacia), Rot-Buchen (Fagus sylvatica), Blut-Buche (Fagus sylvatica f. purpurea), Eiben (Taxus baccata), Scheincypressen (Chamaecyparis spec.)
    - Sträucher: Rhododendren
    - Staudenbepflanzung: insbesondere im nahen Umfeld der Villa Bergstraße 18 üppige Staudenbepflanzung mit Charakter eines reifen Schattengartens

  - Sonstige Schutzgüter:
    - Bodenrelief: von Nordosten nach Südwesten ansteigendes Gelände, Terrassierung nordwestlich der Villa Bergstraße 20, mit Hilfe von Stützmauern mehrfach terrassierter und kleinen Gartenwegen entlang der Mauern erschlossener Garten südlich der Villa Bergstraße 18
    - Blickbeziehung: Blick von der Villa Bergstraße 20 sowie von der Terrasse ins Zschopautal

  - Denkmalwert: ungewöhnlich gut erhaltener Villengarten vom Anfang des 20. Jahrhunderts, ungewöhnlich insbesondere die noch erhaltenen Staudenbepflanzung, von gartenkünstlerischer Bedeutung
2. ↑  Wohnstallhaus, Scheune und Stallscheune eines Vierseithofes in Seifersbach (Rossauer Straße 7):

Denkmalfähig sind diese drei Gebäude eines noch geschlossen erhaltenen Bauernhofes aufgrund ihres geschichtlichen (bau- und sozialgeschichtlichen) Wertes.

Seifersbach ist ein im Zuge der deutschen Ostkolonisation gegründetes Waldhufendorf, das bis zum heutigen Tag wesentliche Merkmale dieser Dorfstruktur aufweist. Hierzu gehören die beiderseits der Dorfstraße etwas erhöht liegenden Bauernhöfe sowie die später parallel zur Dorfstraße errichteten Häusleranwesen. Nicht zuletzt durch eine große Anzahl bäuerlicher Wohn- und Wirtschaftsgebäude mit einem guten historischen Baubestand wird die Entwicklungsgeschichte des Dorfes dokumentiert. Als einer der noch geschlossen erhaltenen Vierseithöfe erlangt der genannte Bauernhof hierdurch eine ortsgeschichtliche Bedeutung. Weiterhin sind die genannten Wohn- und Wirtschaftsgebäude auf Grund ihres bau- und sozialgeschichtlichen Wertes denkmalfähig. Die nachfolgende Beschreibung verdeutlicht, dass diese Bauten noch wesentlich geprägt sind durch die zum Zeitpunkt ihrer Errichtung üblichen Bauweise.

Das Wohnstallhaus wurde vermutlich um 1800 erbaut (geschätzte Bauzeit). Der auf längsrechteckigem Grundriss errichtete zweigeschossige Bau wird durch ein Satteldach abgeschlossen. Sein Erdgeschoss besteht aus verputztem Bruchsteinmauerwerk und das Obergeschoss aus einem teilweise verkleideten Fachwerk. Sowohl die Wahl des Baumaterials als auch die Gliederung des Baues entspricht der um 1800 landschaftstypischen Bauweise. Es handelt sich hierbei um ein traditionelles sächsisches Wohnstallhaus mit der üblichen Dreiteilung in Wohn-, Flur- und Stallteil. Die Haus- und Stalltür befindet sich – auch dies entspricht der üblichen Bauweise – an der Hoftraufseite. Das äußere Erscheinungsbild des Hauses wurde im Laufe der Zeit durch verschiedene Baumaßnahmen leicht verändert. So wurden im Erdgeschoss größtenteils die ursprünglichen Natursteingewände entfernt und das Mauerwerk neu verputzt. Im Obergeschoss wurden teilweise zu große Fenster eingebrochen.

Weiterhin erfolgte eine Erneuerung des Dachbelages. Diese Baumaßnahmen sind größtenteils notwendige Erhaltungsmaßnahmen, die an jedem Bauwerk im Laufe seiner Standzeit erforderlich werden. Die dabei vorgenommenen Veränderungen gegenüber dem Originalzustand sind in diesem Fall reversibel und stellen keine wesentliche Beeinträchtigung des originalen Baubestandes dar. Das Gesagte gilt auch für das Innere des Hauses. Auch hier blieb die Raumstruktur (Mittelflur, Stall, Wohnteil, Kammergang im Obergeschoss) sowie weitestgehend die konstruktiven Elemente (Wände, Decken, Dachstuhl) erhalten. Ausgetauscht wurden Verschleißteile (Decke des Stalls – heute preußisches Kappengewölbe – Zimmertüren und Treppe) in der dem jeweiligen Zeitgeschmack entsprechenden Weise. Das straßenseitig angeordnete Seitengebäude ist seiner Funktion nach eine Stallscheune, die wohl zeitgleich mit dem Wohnstallhaus errichtet wurde. Auch sie wird geprägt durch eine landschafts- und zeittypische Bauweise, wobei das äußere Erscheinungsbild einen guten Originalzustand aufweist. So blieben die Tür- und Fensteröffnungen in ihrer Anordnung und Proportion erhalten. Auch die Türportale, schlichte Natursteineinfassungen, sowie einige historische Schiebefenster und eine zweiflügelige Haustür (19. Jahrhundert) tragen wesentlich zum historischen Erscheinungsbild des Hauses bei.

Das Innere des Gebäudes ist auf Grund von Ausbaumaßnahmen verändert, wobei wesentliche Zwischenwände und der Dachstuhl erhalten blieben. Der Denkmalwert dieses Gebäudes ergibt sich damit nur aus dem äußeren Erscheinungsbild.

Auch die diesem Gebäude gegenüberliegende Scheune wurde wahrscheinlich zeitgleich mit den oben beschriebenen Gebäuden erbaut. Inschriftlich ist die Bauzeit der Scheune für 1801 nachweisbar. Die eingeschossige, teilweise verbretterte Fachwerkscheune wird durch ein Satteldach abgeschlossen. Das Erscheinungsbild wird geprägt durch die gut erhaltene Fachwerkkonstruktion bzw. die landschaftstypische Verbretterung, Holzschiebetore sowie eine Altdeutsche Schieferdeckung.

Das äußere Erscheinungsbild der Scheune dürfte seit ihrer Erbauung kaum verändert worden sein. Auch im Inneren konnte ein gleich guter Originalzustand festgestellt werden. So blieb die Raumstruktur und Ausstattung (zwei Bansen, eine Tenne, Bohlenbelag der Tenne, Kehlbalkendach mit liegendem Stuhl) erhalten.

Alle drei Gebäude dokumentieren durch ihren gut erhaltenen Baubestand die ländliche Bauweise (Konstruktion, Materialeinsatz) sowie die Arbeits- und Lebensweise der Bauern (Raumstrukturen der Gebäude, ablesbare Funktionalität) um 1800. Ihre Denkmalfähigkeit ergibt sich somit auch aus ihrem bau- und sozialgeschichtlichen Wert.

Das öffentliche Erhaltungsinteresse und damit die Denkmalwürdigkeit, die ein Korrektiv zur Denkmalfähigkeit darstellt, ergibt sich vorrangig aus dem Erlebnis- und Erinnerungswert der Gebäude als wichtige Dokumente der ländlichen Bauweise und der Arbeits- und Lebensweise um 1800 sowie Dokumente der Ortsgeschichte (typisches Waldhufendorf). Diesen Wert erlangen die Gebäude nur durch ihren oben beschriebenen guten Original-zustand sowie die Komplexität des Bauensembles (vollständig erhaltener Vierseithof), wodurch sich diese Bauten durchaus von der Vielzahl der im Dorf vorhandenen bäuerlichen Wohn- und Wirtschaftsgebäude auszeichnen.
3. ↑  Wohnstallhaus eines Vierseithofes in Seifersbach (Rossauer Straße 23):

Als Bauzeit des Hauses darf die Zeit um 1800 angenommen werden. Es handelt sich hierbei um eine Schätzung, da exakte Angaben nicht vorliegen. Dieses traditionelle sächsische Wohnstallhaus wurde auf längsrechteckigem Grundriss errichtet. Das Erdgeschoss wurde aus Bruchsteinen gefügt und verputzt, während das Obergeschoss eine Fachwerkkonstruktion aufweist, die nachträglich an den Giebel- und Traufseiten verkleidet wurde. Das Gebäude wird durch ein Krüppelwalmdach abgeschlossen. Bemerkenswert sind die ausgewogenen Maßverhältnisse dieses Baues, der durchaus in den Traditionen sächsischer Bauernhäuser steht.

Durch kleinere Baumaßnahmen (Entfernen des Türportals, Erneuern von Fenstern und Haustür sowie spätere Dachdeckung) wurde das ursprüngliche Erscheinungsbild des Hauses leicht verändert, wobei die originale Bausubstanz sowie die wesentlichen Maßverhältnisse und Gliederungselemente des Bauwerkes erhalten blieben. Es ist demzufolge berechtigt, von einem guten Originalzustand des Gebäudes zu sprechen, dies gilt insbesondere auch für das Innere.

Die ursprüngliche Raumeinteilung des Bauernhauses mit Mittelflur, Wohn- und Stallteil im Erdgeschoss sowie Kammergang im Obergeschoss blieb ebenso erhalten, wie ein preußisches Kappengewölbe im Stallteil, Steintreppen und Holzstiegen, der Steinlattenbelag im Erdgeschoss sowie der Dachstuhl, ein Kehlbalkendach mit liegendem Stuhl.

Somit wird dieses Wohnstallhaus zum Dokument ländlichen Bauens in Mittelsachsen um 1800, es ermöglicht, Rückschlüsse zu ziehen auf den landschaftstypischen Einsatz von Baumaterialien sowie auf landschafts- und zeittypische Konstruktionsprinzipien des Fachwerkbaus bzw. die landschafts- und zeitbedingte Ausbildung der Erdgeschosse. Hieraus ergibt sich der baugeschichtliche Wert des Hauses.

Sozialgeschichtlich bedeutsam ist dieses Wohnstallhaus auf Grund seiner intakten Raumstruktur, die Einblicke ermöglicht in die Wohnverhältnisse und Arbeitsprozesse im sächsischen Dorf des beginnenden 19. Jahrhunderts.

Das Wohnstallhaus, Teil eines Vierseithofes, steht giebelständig zur Rossauer Straße. Gemeinsam mit der Schönborner Straße bildet die Rossauer Straße die zentrale Dorfstraße des Waldhufendorfes Seifersbach, das im Zuge der Deutschen Ostkolonisation entstand. Entlang dieser Dorfstraße (bestehend aus der Rossauer und der Schönborner Straße) reihen sich zahlreiche Häuslerhäuser auf, parallel zu dieser zentralen Achse, etwas zurückversetzt, liegen die großen Bauernhöfe, zumeist Drei- und Vierseithöfe mit ihrer noch häufig historisch geprägten Bausubstanz.

Das Dorfbild wird heute noch bestimmt von bäuerlichen Wohn- und Wirtschaftsgebäuden, die zumindest teilweise noch in Fachwerkbauweise erhalten blieben, wobei der größte Teil der heutigen Bebauung dem 18. und 19. Jahrhundert zuzuordnen ist. Damit ergibt sich noch ein gut erhaltenes Dorfbild, für das jeder Einzelbau von großer Bedeutung ist. Der Vergleich mit zahlreichen Nachbarortschaften, aber auch der aufmerksame Gang durch Seifersbach lässt jedoch erkennen, wie stark sich besonders in den vergangenen 50 Jahren diese Dörfer wandelten auf Grund tiefgreifender wirtschaftlicher Veränderungen. Viele Gebäude haben heute keine Nutzung mehr und sind dadurch abbruchgefährdet. Der Bauboom der letzten Jahre hat auch vor den ländlichen Gebieten Sachsens keinen Halt gemacht. So werden zahlreiche Neubauten in den Dörfern errichtet und führen zu einer Verdichtung der Bebauung. Weiterhin werden ältere Wohn- und Wirtschaftsgebäude abgebrochen oder oft entstellend umgebaut, so dass nach und nach die historischen Ortsbilder verändert und auch zerstört werden. Im Zuge dieses Prozesses besitzen Dörfer mit noch erhaltener Dorfstruktur und großem Anteil an historischem Baubestand einen großen geschichtlichen Wert als Zeugnisse der Wohn- und Lebensverhältnisse sowie der Wirtschaftsverhältnisse und der Baukunst auf dem Lande.

Diese Ausführungen verdeutlichen zugleich die Bedeutung des Einzelbaus für das gesamte Ortsbild, in diesem Fall des Wohnstallhauses Rossauer Straße 23 für Seifersbach.

Die städtebauliche Bedeutung des genannten bäuerlichen Wohnhauses besteht vor allem in seiner städtebaulichen Einordnung und seiner Bedeutung für das Dorfbild.

Das Gebäude ist auch denkmalwürdig, an seinem Erhalt besteht auf Grund seines wissenschaftlich-dokumentarischen und seines Erinnerungswertes ein öffentliches Interesse. Diese Bedeutung erlangt das Gebäude nur durch seinen guten Originalzustand, den es trotz der erwähnten reversiblen Veränderungen aufweist.

Wesentliche Teile des Baubestandes aus der Zeit um 1800 blieben unverändert erhalten und werden somit (wie oben ausgeführt) zum wissenschaftlichen Dokument regionaler Bauweise. Der Erinnerungswert dieses Gebäudes besteht vor allem in seiner Zeugniskraft für die Lebensbedingungen der bäuerlichen Bevölkerung Sachsens im ausgehenden 18. und beginnenden 19. Jahrhundert.
4. ↑  Wohnstallhaus und Schuppen (mit neuem Wohnstallhaus verbunden) eines Bauernhofes in Seifersbach (Schönborner Straße 48):

Die Denkmalfähigkeit von altem Wohnstallhaus und Scheune ergibt sich aus ihrem geschichtlichen (sozial- und baugeschichtlichem) Wert.

Das alte Wohnstallhaus wurde im 1. Drittel des 19. Jahrhunderts (geschätzte Bauzeit) erbaut. Es handelt sich um ein traditionelles sächsisches Wohnstallhaus. Das auf längs-rechteckigem Grundriss errichtete Gebäude besitzt ein aus Bruchsteinen aufgeführtes Erdgeschoss und ein in Fachwerkbauweise aufgerichtetes Obergeschoss. Das verputzte Erdgeschoss blieb ohne wesentliche Veränderungen erhalten.

Wichtige Gestaltungselemente bilden das Türportal (Naturstein, gestrichen und Dreieckgiebelverdachung) sowie die Fenstergewände (Porphyrtuff, gestrichen).

Das Fachwerk im Obergeschoss ist regelmäßig gegliedert mit Eckstreben. Abgeschlossen wird dieser gut proportionierte, gleichmäßig gegliederte Bau durch ein zeittypisches Krüppelwalmdach.

Auch das Innere des Gebäudes wird heute noch geprägt durch den Baubestand des frühen 19. Jahrhunderts. Hierzu gehören die mit Korbbogen abschließenden Fenster-leibungen, das vermutlich ehemalige Küchengewölbe mit einem Kappengewölbe, alte Zimmertüren und der historische Dachstuhl (Kehlbalkendach mit einfach stehendem Stuhl).

Die Beschreibung verdeutlicht, dass am Gebäude keine wesentlichen, das Gesamterscheinungsbild sowie die Substanz schädigenden Bauveränderungen festzustellen waren.

Auch die an das neue Wohnhaus angebaute Scheune besticht durch einen hervorragenden Originalzustand. Diese Scheune wurde vermutlich zeitgleich mit dem Vorgängerbau des neuen Wohnhauses errichtet, sie bildet mit diesem keine konstruktive Einheit. Der eingeschossige Fachwerkbau mit Fachwerkdrempel und Satteldach blieb in seiner äußeren Gestalt vermutlich erhalten. Das gleiche gilt für das Innere der Scheune. Dieses kleine Wirtschaftsgebäude ist unterteilt in eine Tenne und einen Bansen. Der Boden der Tenne besteht aus Stampflehm. Die Einbauten (Trennwände u. ä.) blieben weitestgehend original erhalten. Das gleiche trifft auf die Tore und den Dachstuhl zu.

Beide Gebäude verdeutlichen damit ländliche Bautraditionen Sachsens des 19. Jahrhunderts. Sie geben Zeugnis ab vom landschafts- und zeitbedingten Einsatz des Baumaterials sowie von landschafts- und zeittypischen Baukonstruktionen, Hieraus ergibt sich der baugeschichtliche Wert von altem Wohnstallhaus und Scheune. Sozial-geschichtlich bedeutsam sind beide Gebäude dadurch, dass sie auf Grund der erhaltenen Raumstrukturen das Wohnen und Arbeiten der ländlichen Bevölkerung Sachsens im 19. Jahrhundert dokumentieren. Das öffentliche Erhaltungsinteresse und damit die Denkmalwürdigkeit ergeben sich vor allem aus dem guten Originalzustand dieses ländlichen Gebäudeensembles, aus dem vor allem der Erinnerungswert der Gebäude als Zeugnis des ländlichen Lebens resultiert sowie der baugeschichtliche Wert, dies insbesondere vor dem Hintergrund zunehmender Verluste an historischen ländlichen Bauten bzw. tiefgreifender Modernisierungsmaßnahmen an diesen.

Weiterhin erlangt die Scheune ihre Denkmalwürdigkeit auch durch die Seltenheit (Singularität) ihrer Konstruktion und Einordnung im Hof (als Anbau am neuen Wohnhaus), vermutlich bedingt durch die relativ kleine Grundstücksfläche, die eventuell keine anderweitige Anordnung einer Scheune zuließ. Der Vergleich mit der Bebauung der umliegenden Dörfer bestätigt diese Aussage. Wie oben bereits erwähnt, könnte dieser Scheunenanbau auch ein Teil des zum neuen Wohnhaus umgebauten ehemaligen Seitengebäudes sein. Die Beobachtung zeigt, dass es durchaus üblich war, in kleinen Bauerngütern und Häusleranwesen auf größere frei stehende Scheunen zu verzichten und Scheunenanbauten an Seitengebäude und Wohnhäuser anzufügen. Diese Bauweise hängt unmittelbar mit der wirtschaftlichen Größe des Anwesens zusammen. Für die relativ kleinen Wirtschaftsflächen sind einfach keine umfänglichen Bergeräume erforderlich. Häufig trifft man derartige Kombinationen aus Wohnhaus und Scheune im Gebirge an, während diese Variante im flachen Land seltener ist, worauf oben bereits verwiesen wurde.